# Cultura de Villanova

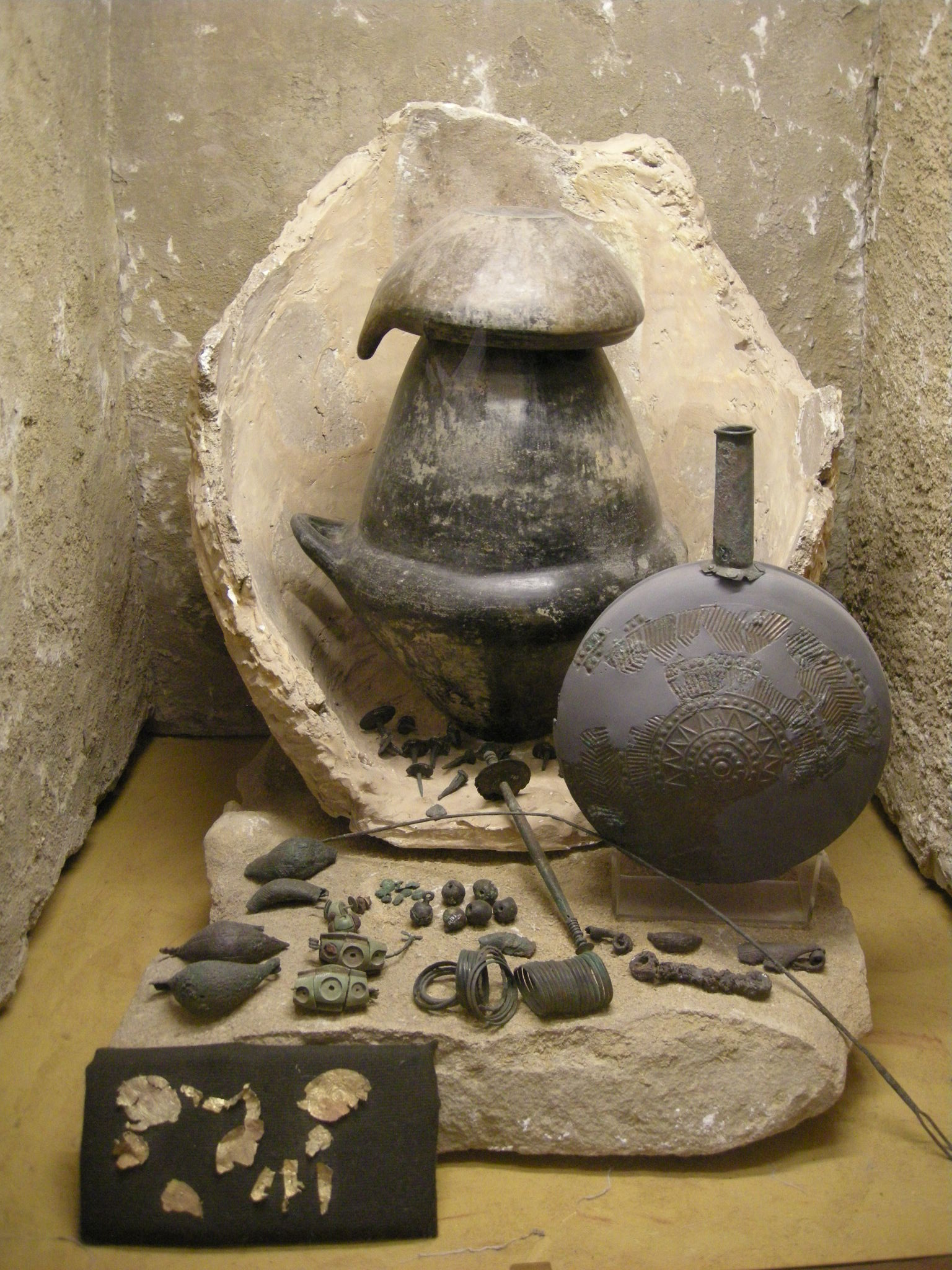
Tumba.

La  cultura de Villanova, cultura villanovense o vilanoviana, (c. 900-700 a. C.), considerada la fase más temprana de la civilización etrusca, fue la cultura más antigua de la Edad del Hierro en el norte de Italia. Continuó directamente con la cultura protovillanovense de la Edad del Bronce, que se desprendió de la cultura de los campos de urnas de Europa Central.
El nombre deriva de la localidad de Villanova di Castenaso , una fracción del municipio de Castenaso, en la ciudad metropolitana de Bolonia, donde, entre 1853 y 1855, Giovanni Gozzadini halló los restos de una necrópolis, sacando a la luz 193 tumbas, de las cuales se registraron 179 cremaciones y 14 inhumaciones.
Los villanovenses introdujeron la forja del hierro en la península itálica. Practicaban la cremación y enterraban las cenizas de sus muertos en urnas de cerámica con una distintiva forma de doble cono.

## Antecedentes
De otro lado, en la cultura vilanoviana perviven rasgos de los que fueron característicos de Italia del cambio de milenio, llamados por algunos previlanovianos y por otros identificados con las culturas de campos de urnas de la Europa central, resultado, en cierto modo, de los movimientos de pueblos que caracterizaron a Europa y el Mediterráneo en torno al año 1200 a. C. (época en que ocurre la llegada de los pueblos del mar, pero también la guerra de Troya y, tal vez, la invasión de los dorios al Peloponeso) y al mismo tiempo herencia de la llamada cultura apenínica, que cubría la mayor parte de Italia al final de la Edad del Bronce.

## Historia
A finales del II milenio a. C. (1200 a. C.) llegan pueblos indoeuropeos a la península itálica, en conexión con los pueblos del mar, por lo que a comienzos de la Edad de Hierro se producen unos cambios que dan lugar a la cultura villanova, llamada así por el primer asentamiento significativo encontrado próximo a Bolonia, Villanova di Castenaso, con un sepulcro de incineración. Fusión de preindoeuropeos con indoeuropeos, como los protoilíricos. Llegan más oleadas de osco-umbros y latino-faliscos.
Asentados en la Toscana, sus representantes practican la incineración de sus difuntos, cuyas cenizas depositaban en urnas bicónicas, de manera que recuerda a la cultura de los campos de urnas, lo que ha hecho pensar que llegaron desde el Norte.

### Descubrimiento
Giovanni Gozzadini (1810-1887), un aristócrata y político italiano, descubrió en 1865 en su dominio de Villanova un conjunto de tumbas de cremación, considerado el mayor descubrimiento de la protohistoria italiana. Las excavaciones fueron entonces dirigidas por la Comisión auxiliar de antigüedades y Bellas Artes, y Gozzadini asumió el costo y el trabajo requerido en la restauración de la cerámica, en el que colaboró su esposa. Sólo en la primera campaña, descubrieron ciento veintidós enterramientos. La publicación en 1855 de Gozzadini de un estudio descriptivo de la excavación fue ampliamente comentada en las grandes instituciones arqueológicas.
Lo más interesante resulta del hecho de que contuviera una serie de aspectos renovadores; pero, de otro lado, también es la continuidad transformadora de algunos rasgos propios de terramara. Aquí se pone de relieve la incidencia de factores múltiples en la configuración de la realidad histórica, donde invasionismo y transformación se imbrican para formar solo un fenómeno histórico, en que cada uno de los elementos propios sólo pervive en el resultado que, a su vez, puede conservar características propias de cada elemento.

## Geografía
La cultura vilanoviana se extiende hasta el Tirreno y el curso alto del Tíber, e incluso al sur del curso bajo deja notar sus influencias, pero al mismo tiempo adopta formas variadas que reflejan las vicisitudes históricas de los pueblos capaces de asumir los rasgos principales de esta cultura.

## Arqueología
Como se ve, el estudio del resto arqueológico ha ido desechando la visión de que cada fenómeno puede identificarse con una etnia, pero enriquece el panorama en una lectura en que renovación y continuidad, difusión y evolución, invasionismo y transformación, pueden conjugarse de manera coherente, pero también conflictiva, para llegar a dibujar, sin rasgos netos ni definitivos, una realidad compleja en movimiento.

### Cerámica
Fabricaban una cerámica negra de estilo peculiar.

### Vivienda
Vivían en aldeas de chozas ovales, menos a menudo cuadrangulares. Desarrollan la metalurgia, y en la guerra usaban armas de hierro y cascos de bronce.

## Influencias
En los autores clásicos encontramos una tesis referente al origen de los etruscos que defiende un autoctonismo en relación con Villanova. Dionisio de Halicarnaso afirma que la cultura etrusca sería una evolución de Villanova sin influencias foráneas.
Hoy en día domina una postura ecléctica que postula la llegada de gentes asiáticas, posiblemente de Lidia, tras las hambrunas en la zona y que pudieron afectar a los villanovianos, suponiendo un estímulo y posterior evolución.

## Galería de imágenes

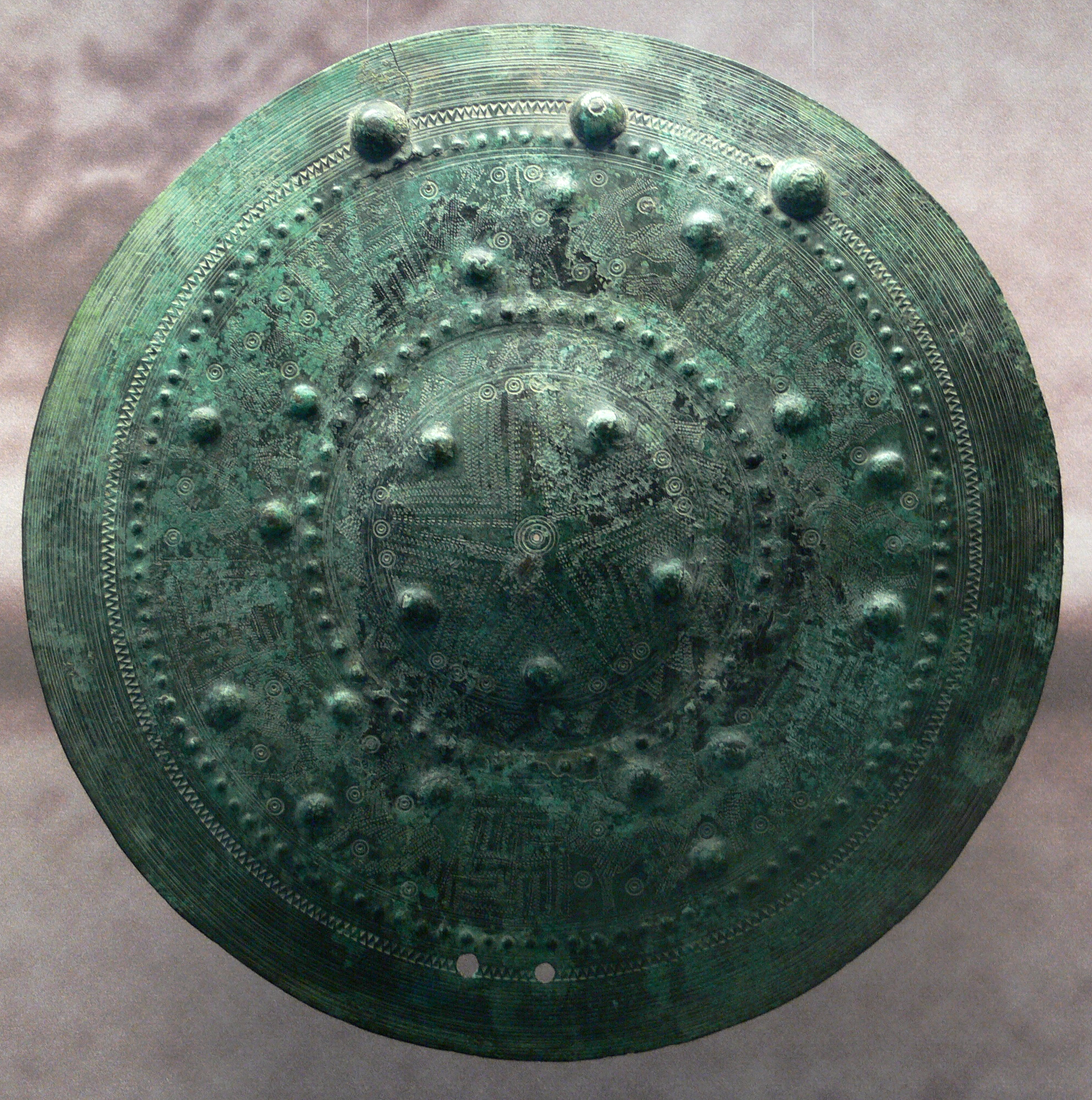
Disco decorativo (protector de pecho), bronce, Italia, siglo VIII a. C. Schaffhausen, Museo de las Artes de la Allerheiligen, Colección Ebnöther (Departamento de Guerreros/Armas)
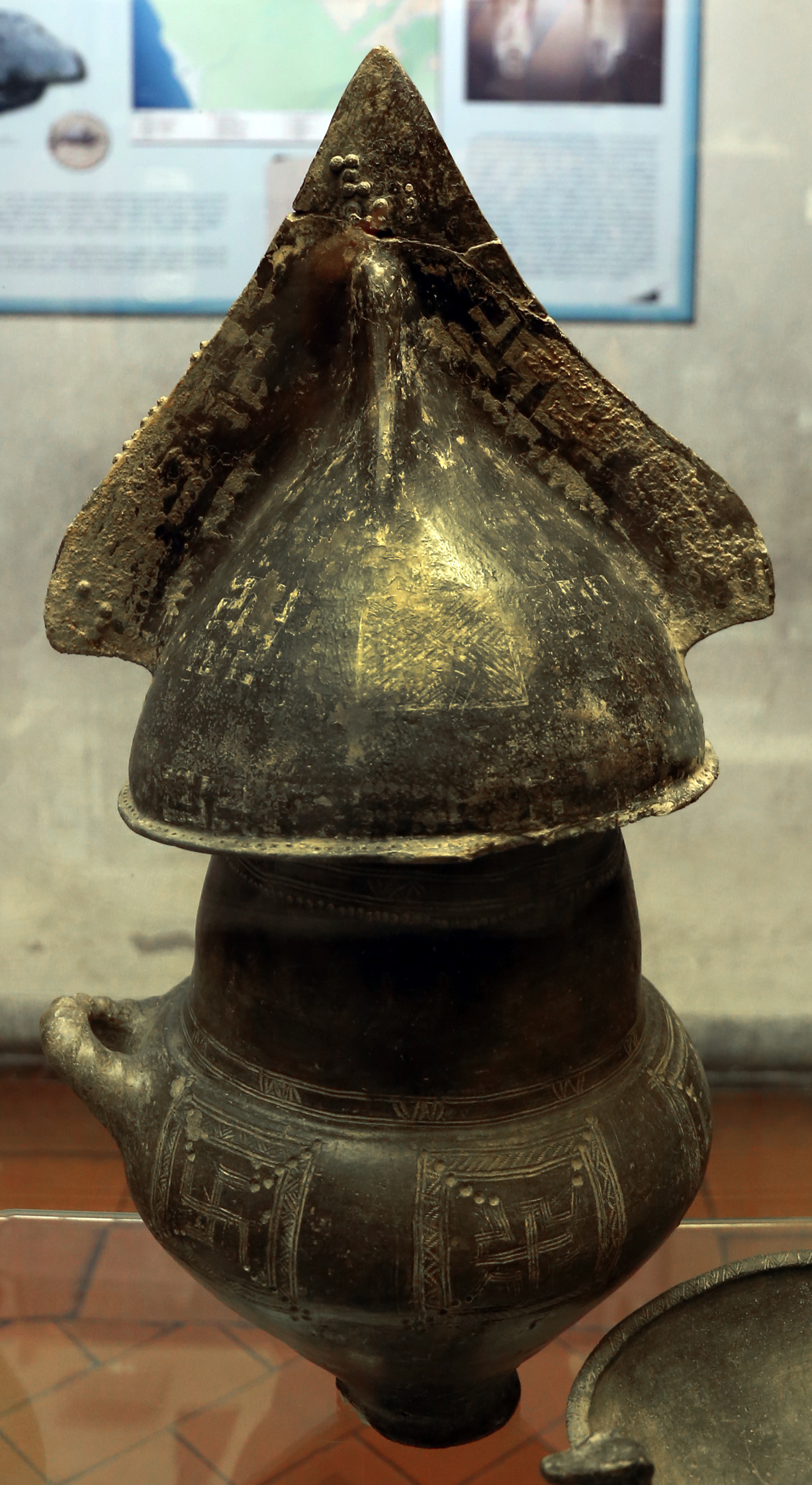
Urna cineraria bicónica con tapa en forma de yelmo, siglos IX-VIII a. C., procedente de Monterozzi (Fontanaccia), Tarquinia, Museo Arqueológico Nacional.
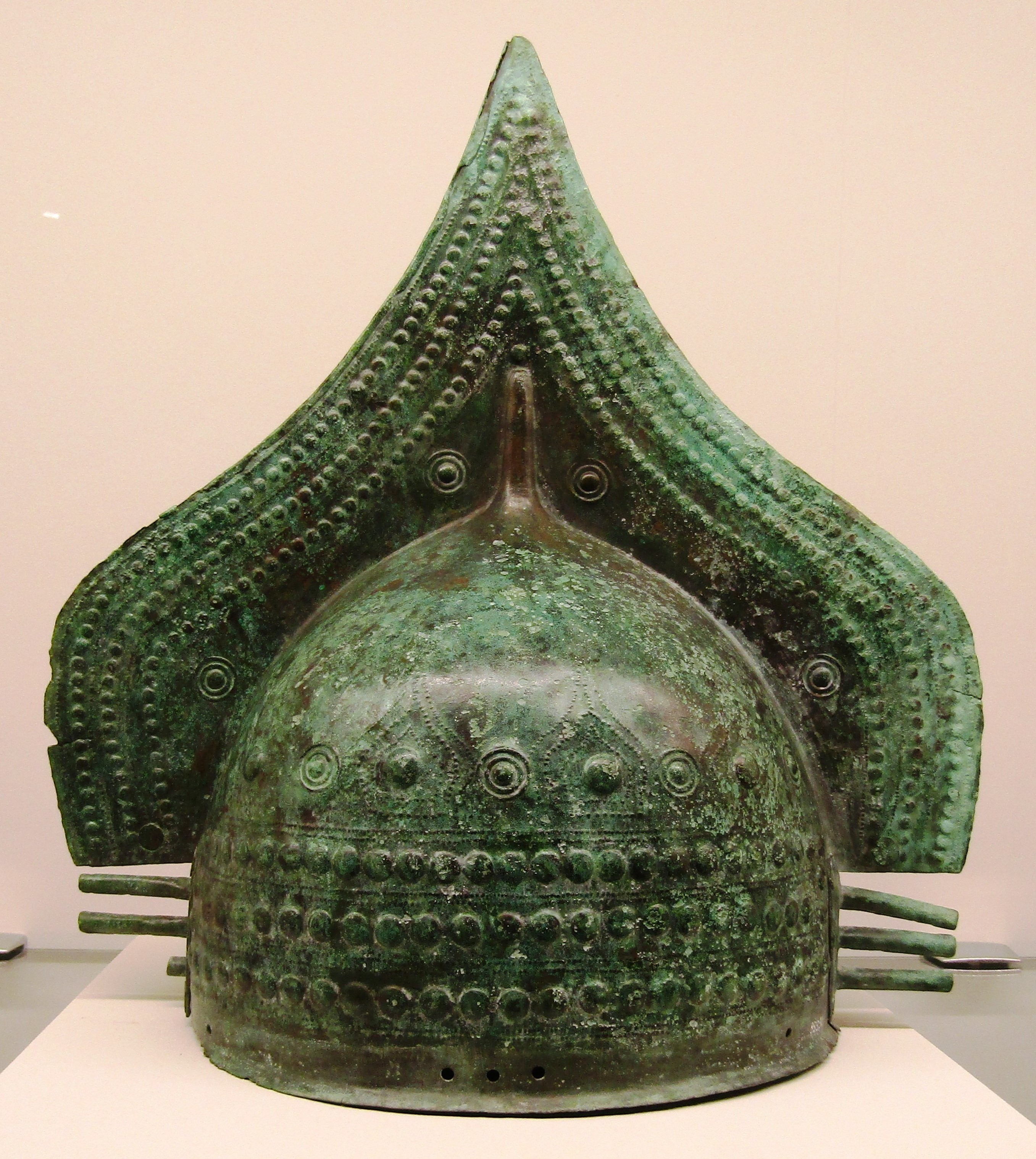
Yelmo etrusco de bronce con cimera procedente de Visentium (Bisenzio), necrópolis de Bucacce, tumba 1. Mediados del siglo VIII. Museo Arqueológico Nacional de Florencia, inv. 85531.
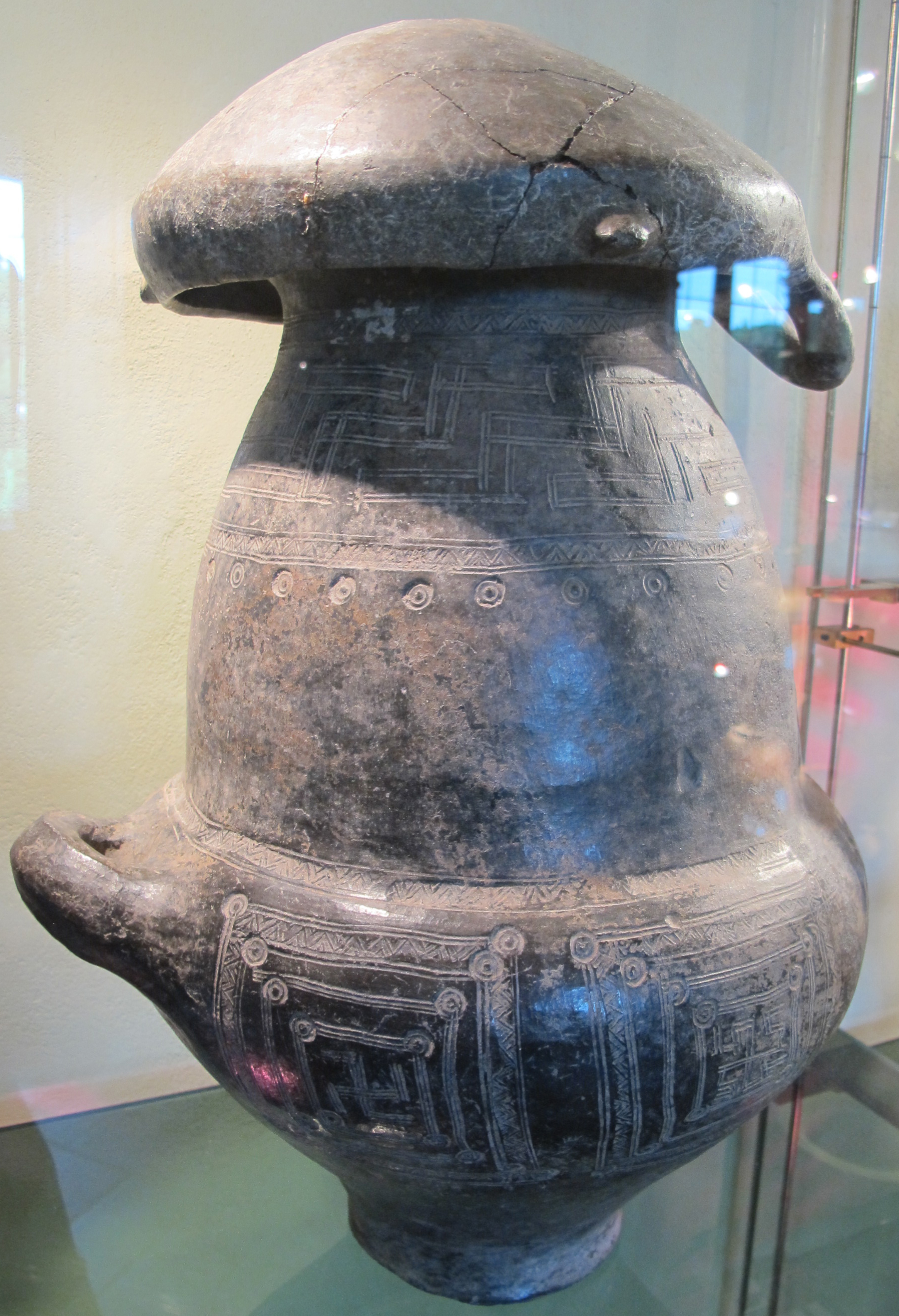
Urna cineraria bicónica villanovana con tapa de cerámica empastada, -850/-800. Museo Arqueológico Nacional G.C. Mecenate - MIBAC.
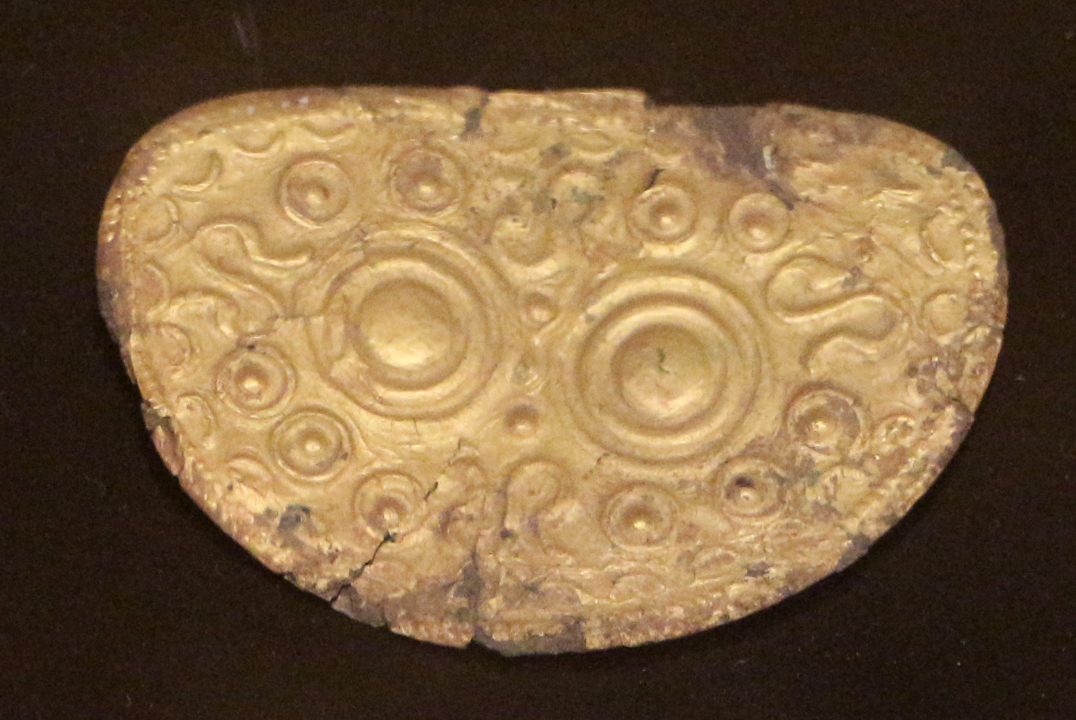
Placas de oro que cubren fíbulas, necrópolis de Guerruccia, tumba S1, 730-700 a. C. Museo Guarnacci.
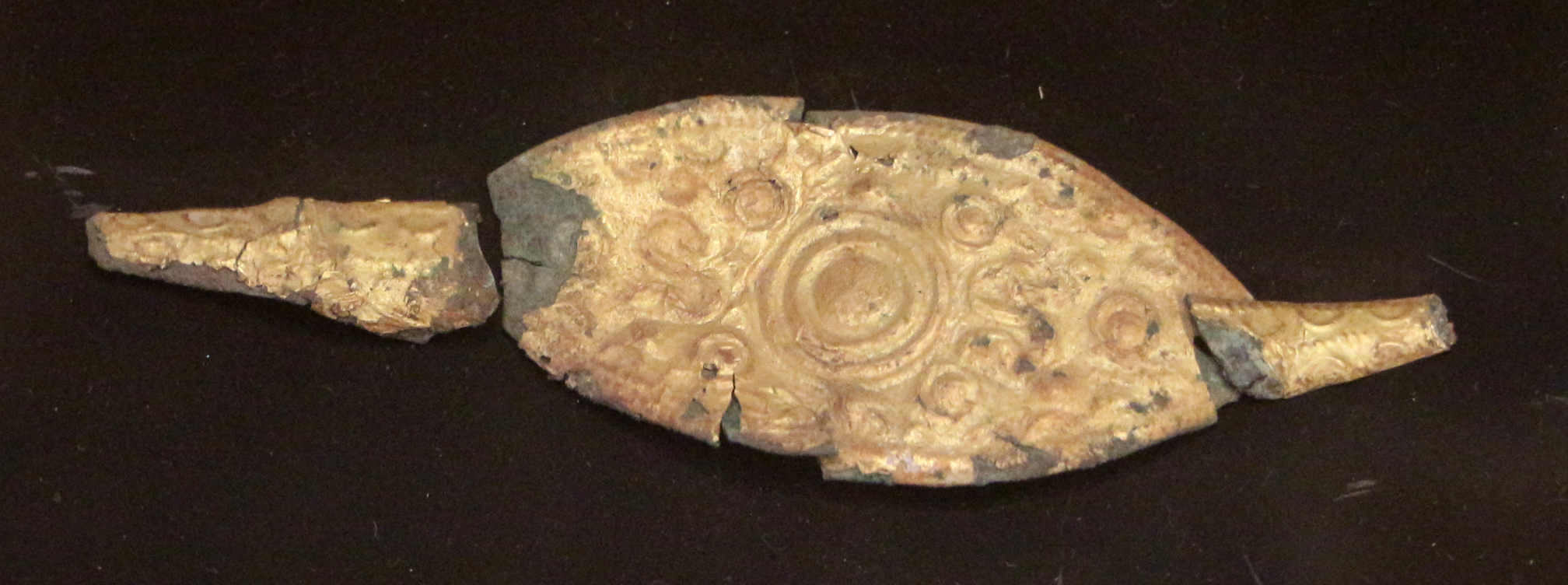
Placas de oro que cubren fíbulas, necrópolis de Guerruccia, tumba S1, 730-700 a. C. Museo Guarnacci.
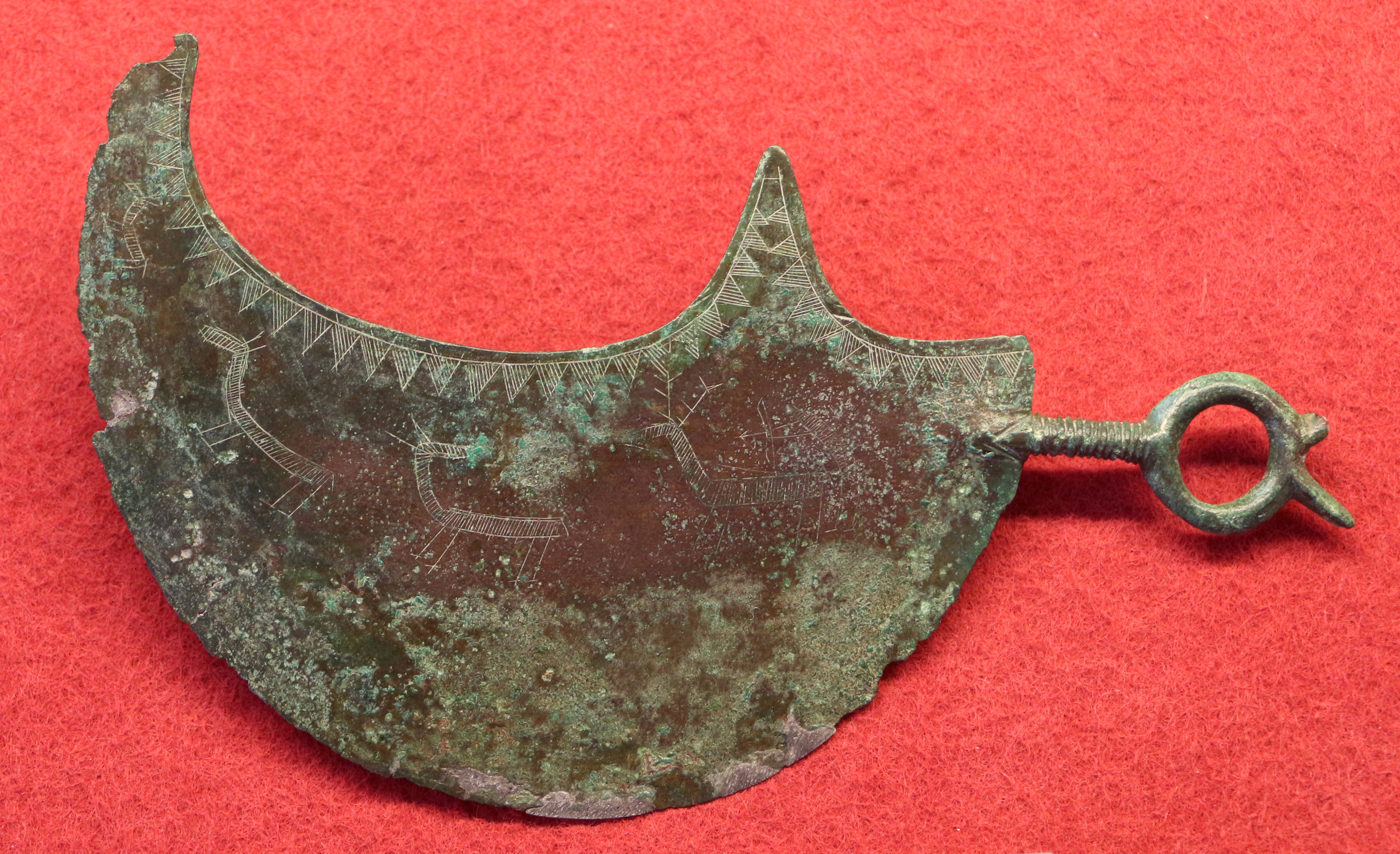
Navaja lunar con escena de caza grabada, siglos IX-VIII, procedente de la necrópolis villanovense de Vetulonia. Museo Arqueológico y de Arte de la Maremma.
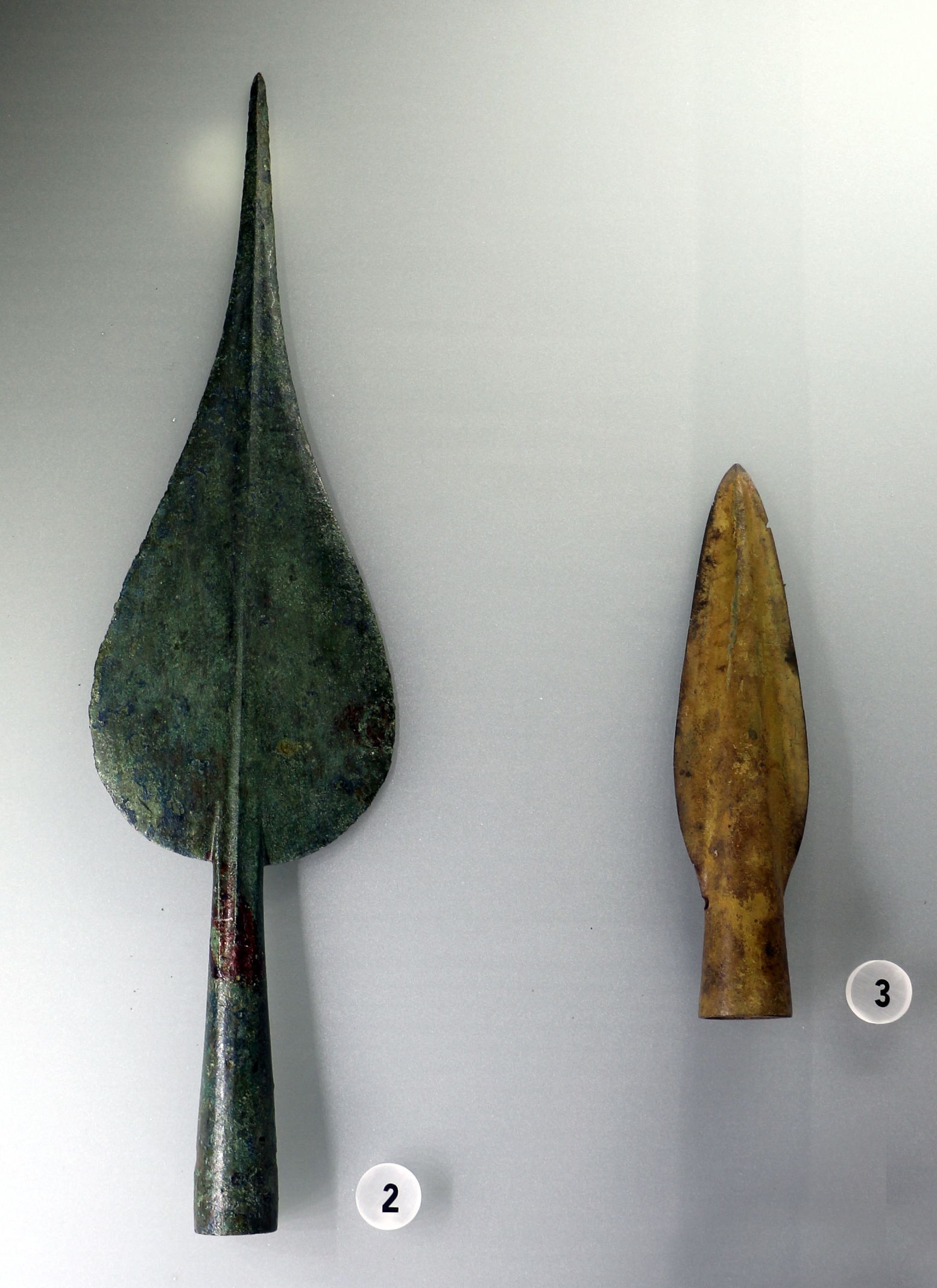
Lanza y punta de jabalina de bronce, siglos IX-VIII a. C., procedentes de la necrópolis de Colfiorito, Foligno.
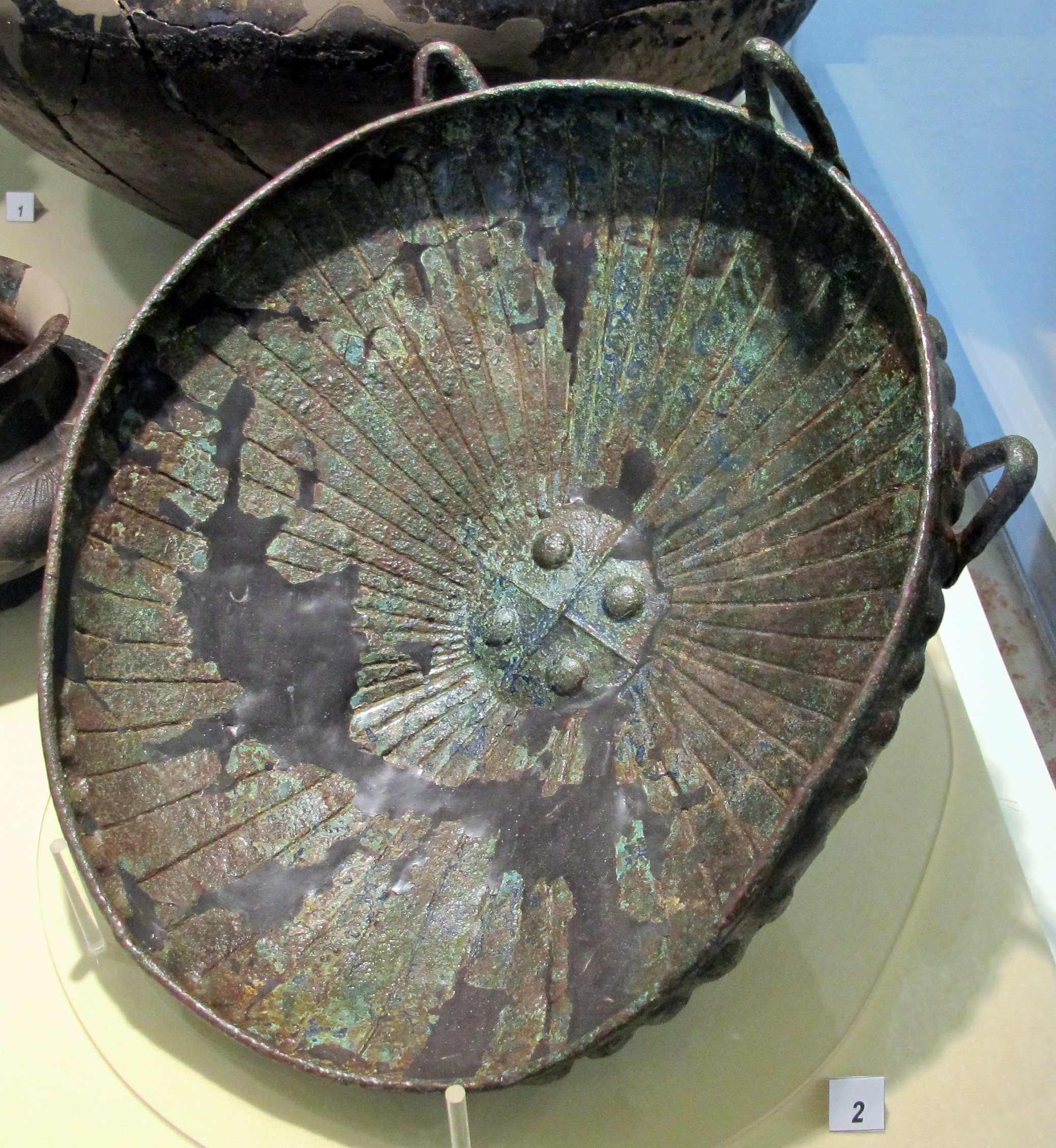
Copa con placa de bronce acanalada procedente del yacimiento de la Feria, tumba 154, Villanovano III, 750-700 a. C.
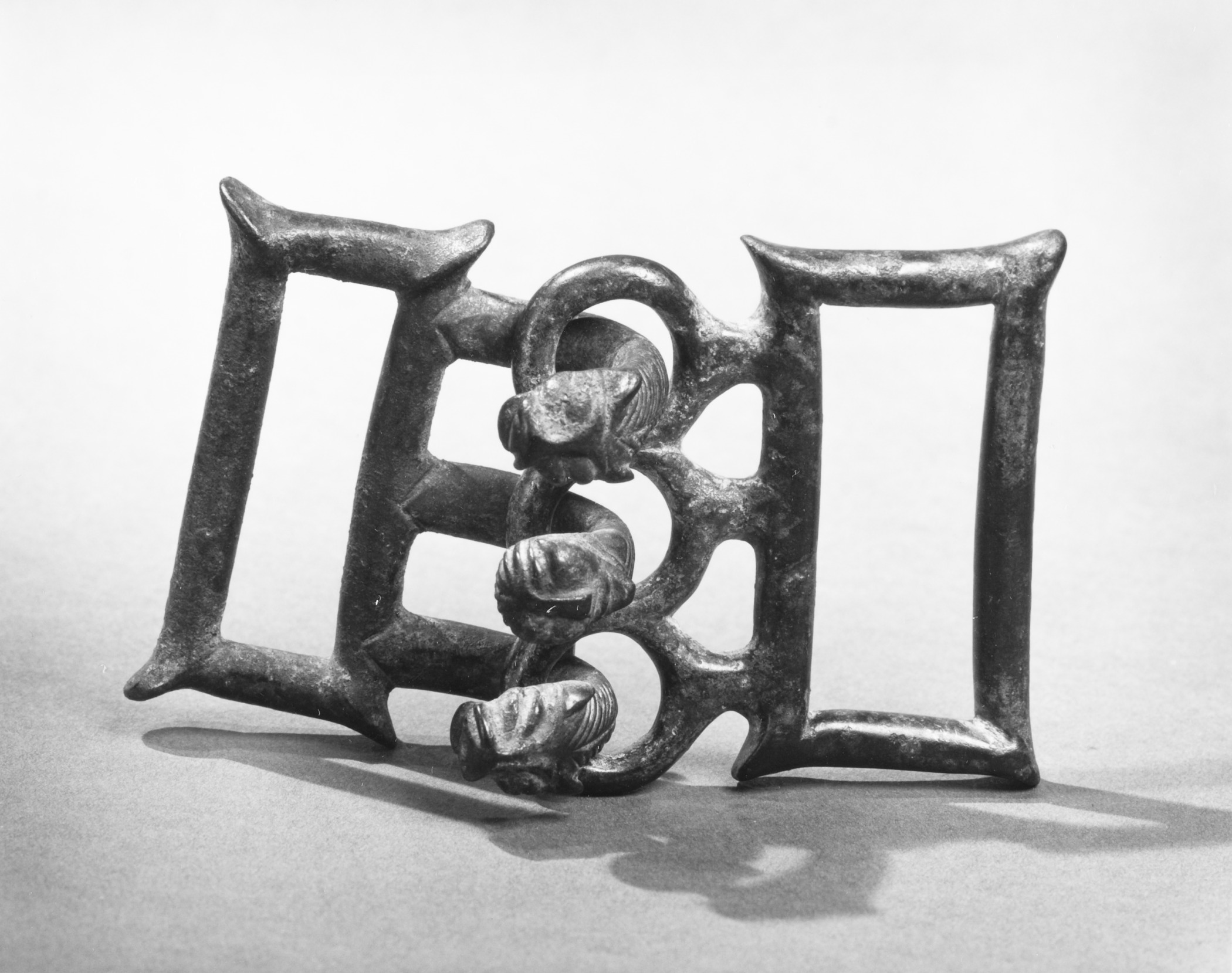
Cierre de tres garras y hebilla. LACMA M.76.97.873a-b.
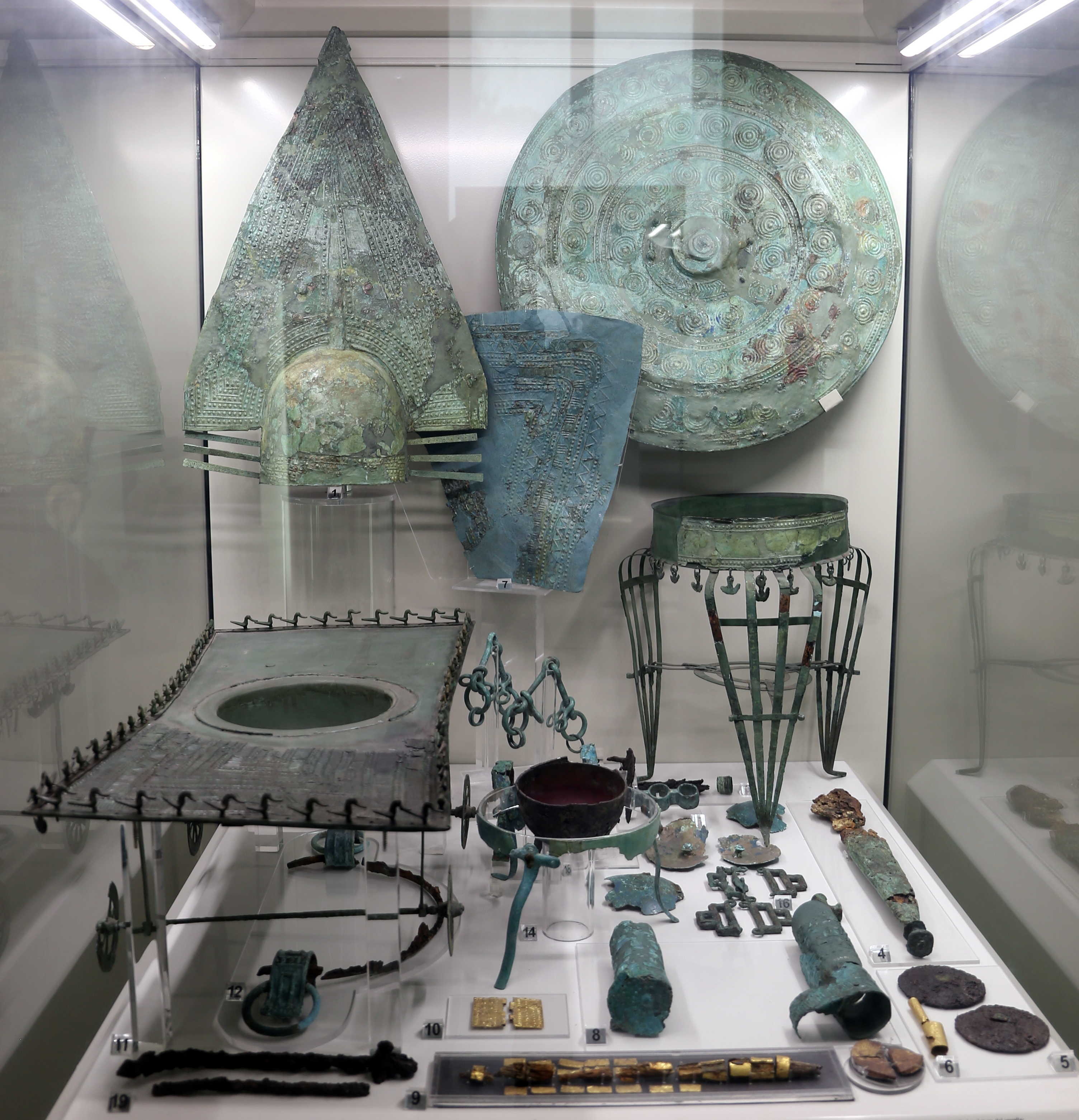
Ajuar funerario de la tumba masculina 871 de la necrópolis de Casal del Fosso, circa 730-720 a. C.
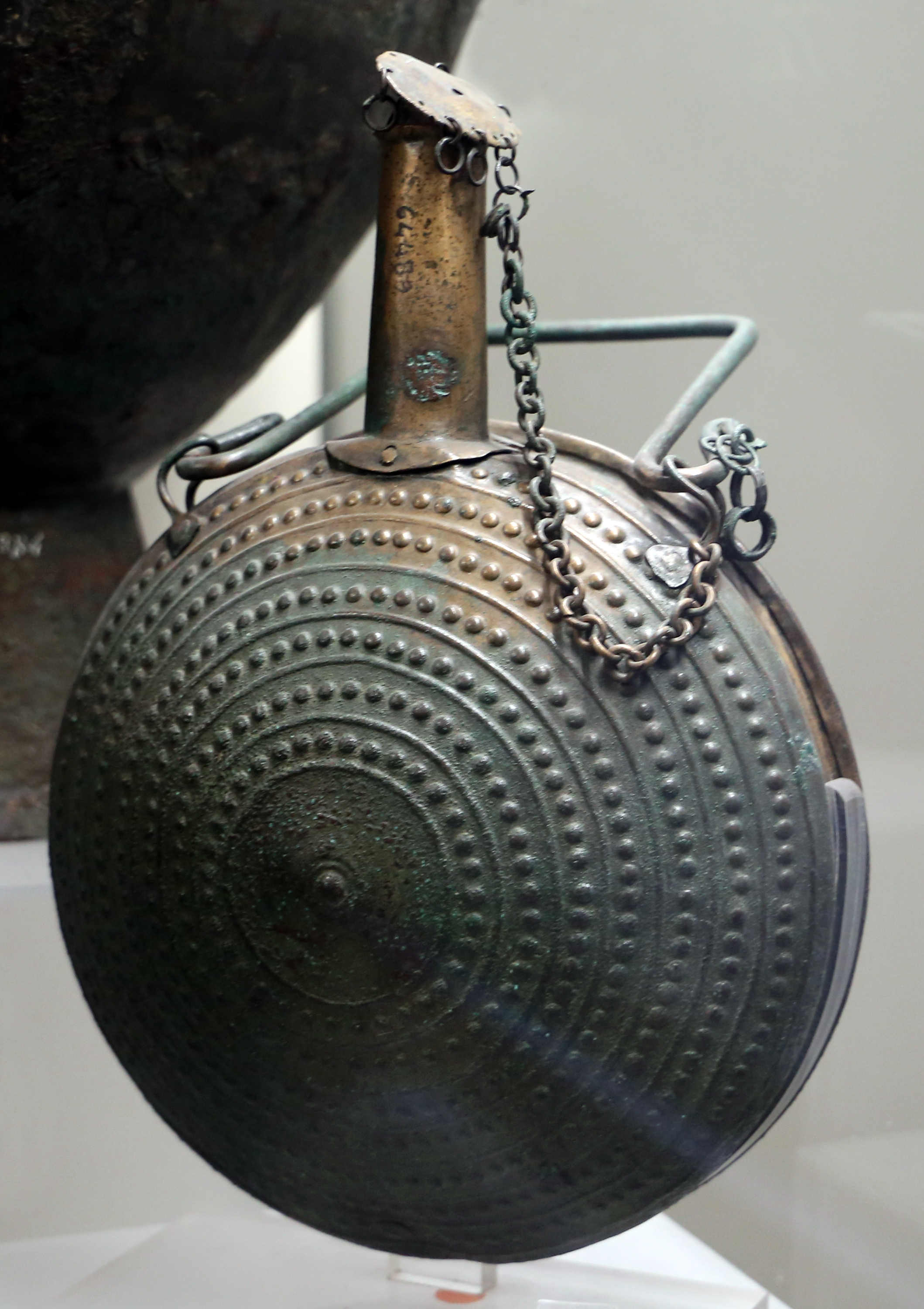
Cantimplora de peregrino importada, 725-700 a. C.
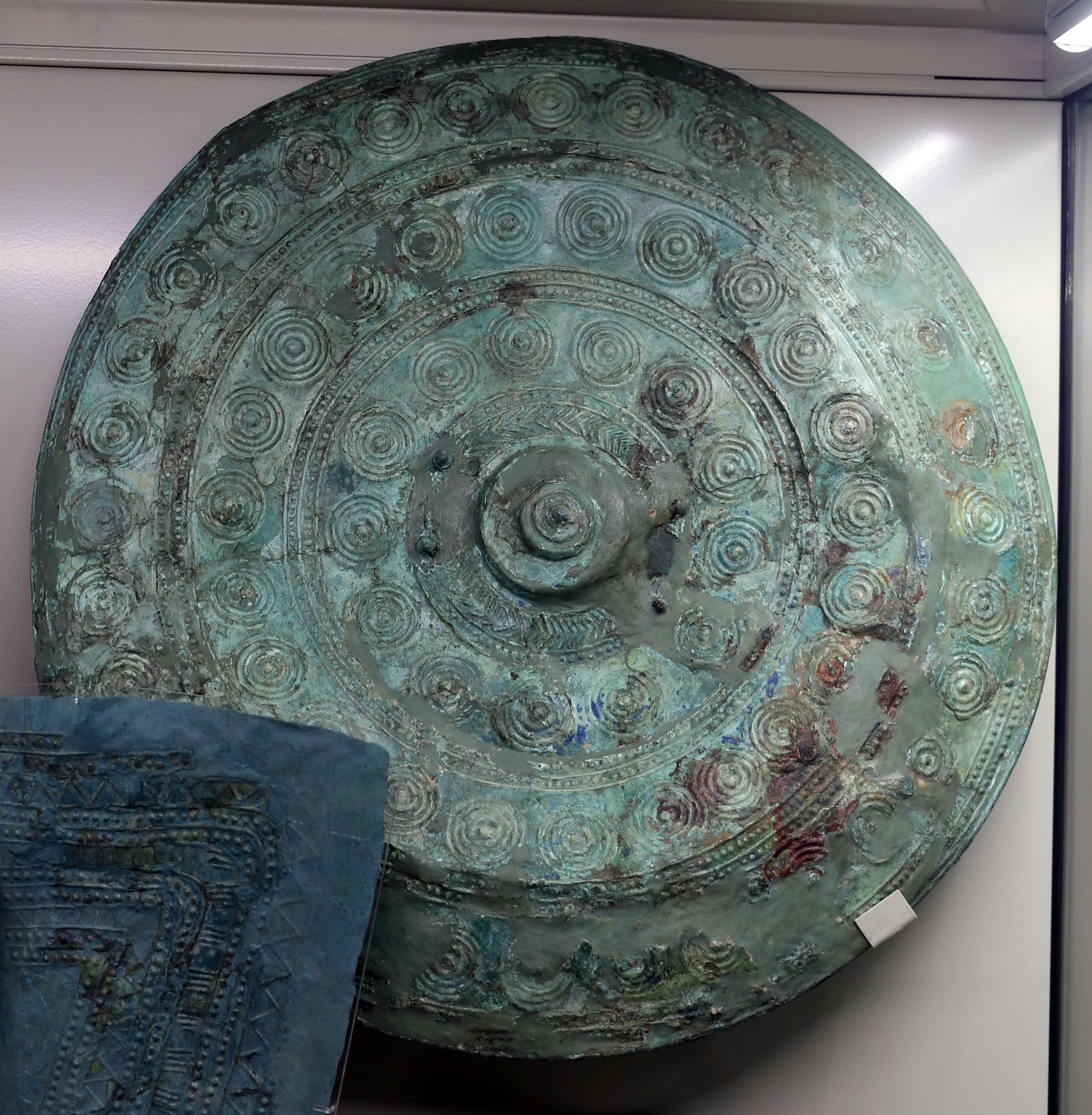
Ajuar funerario de la tumba masculina 871 de la necrópolis de Casal del Fosso, circa 730-720 a. C. Escudo circular de bronce decorado con hileras de puntos en relieve.
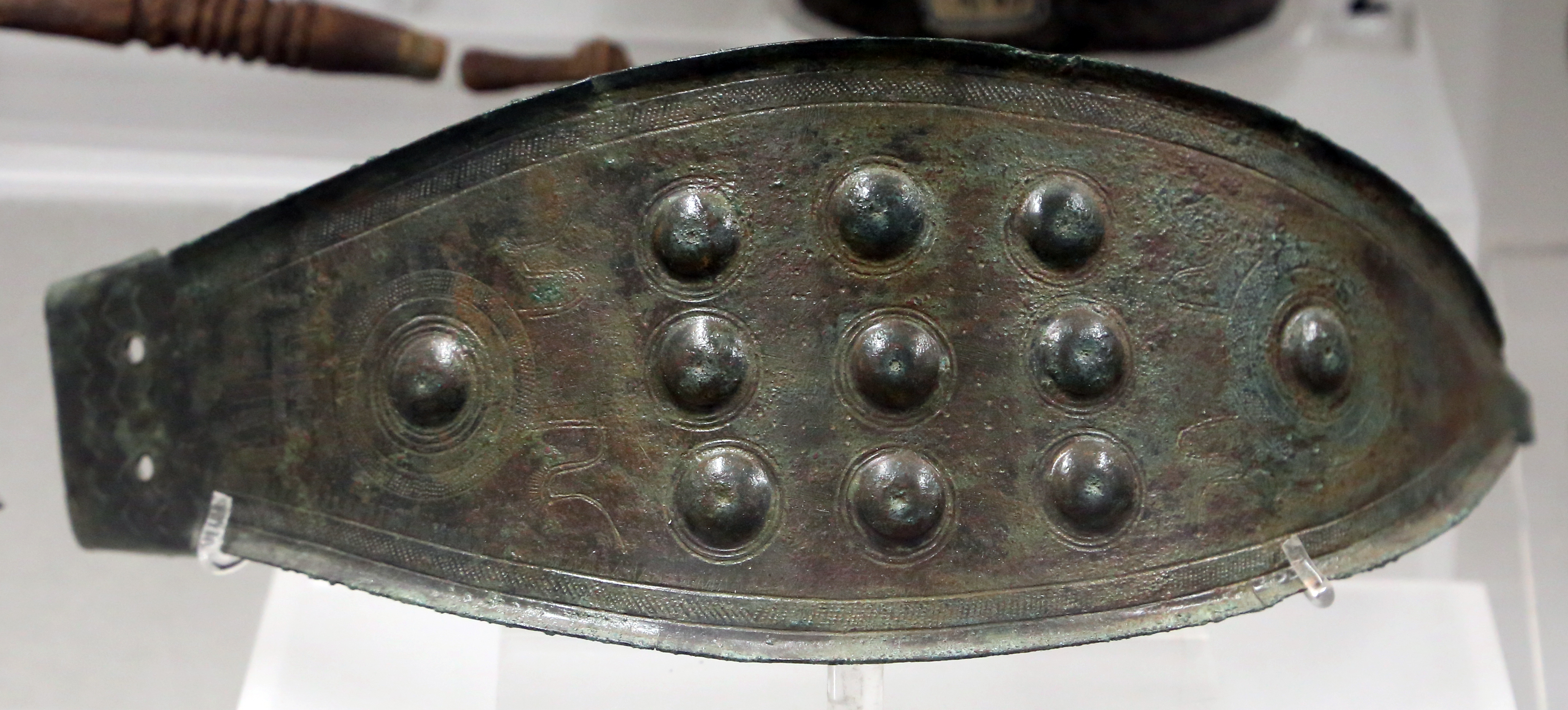
Hebilla de cinturón, circa 800-750 a. C.
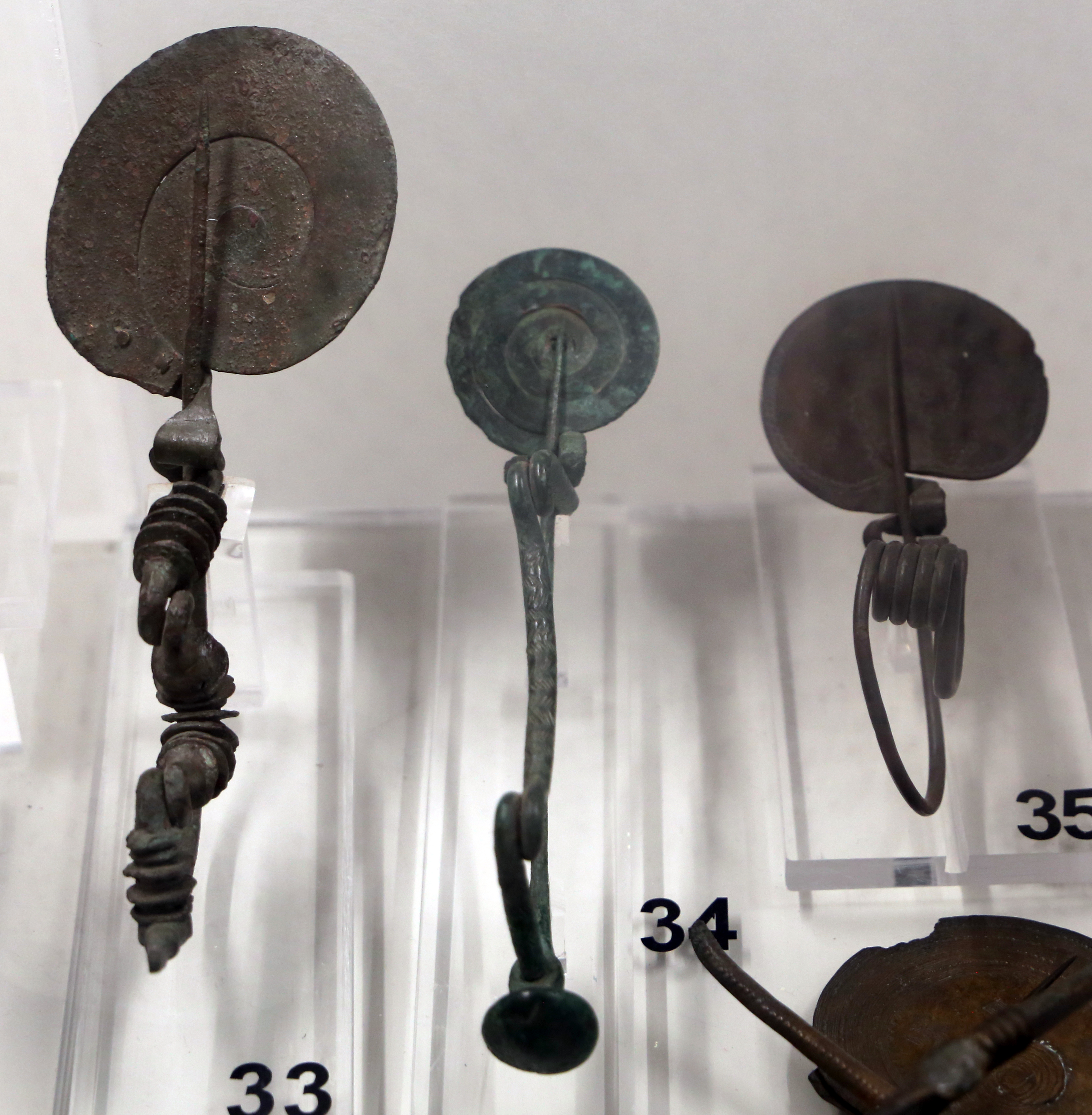
Broches serpentinos con estribo, 900-850 a. C.
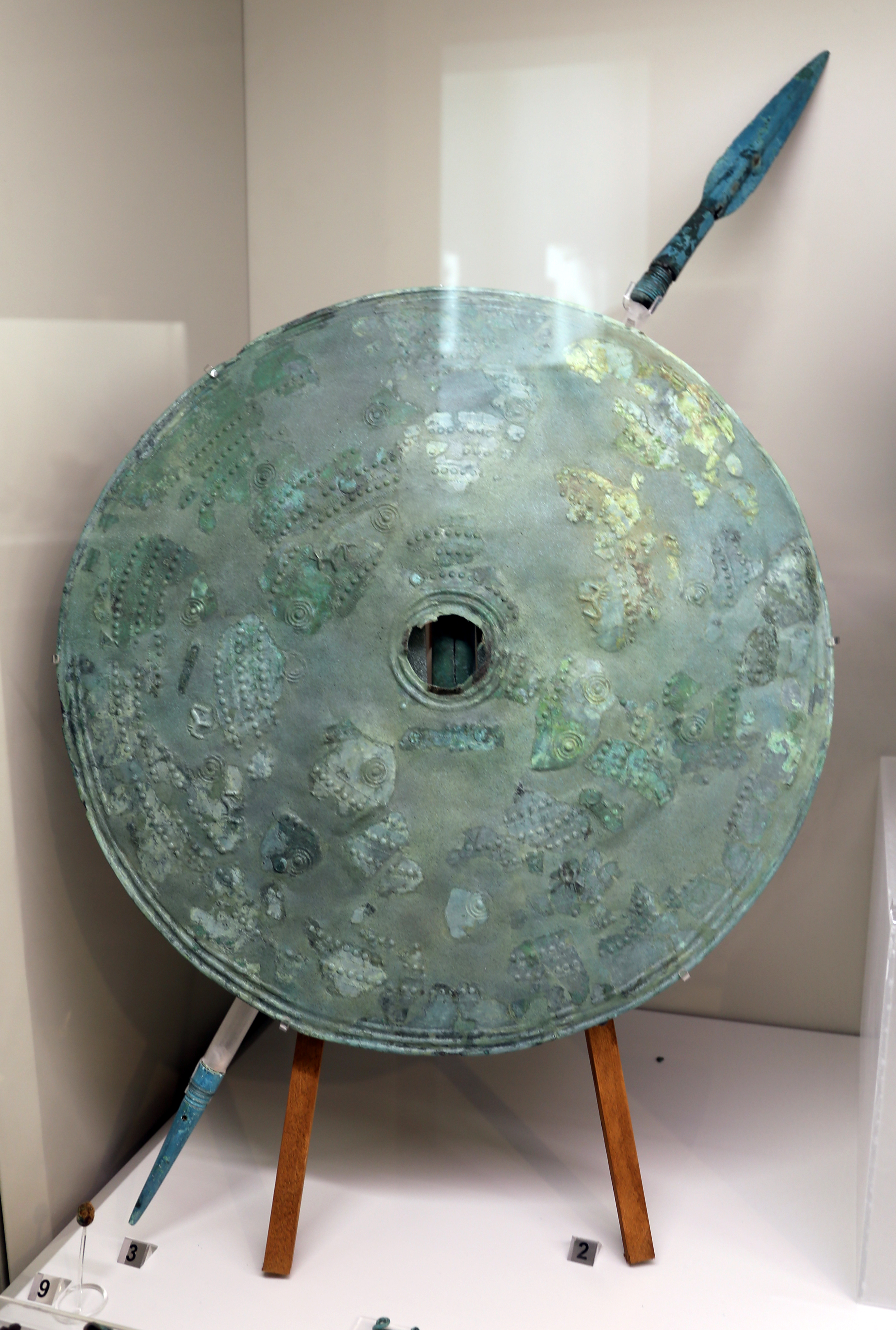
Escudo redondo decorado con bandas concéntricas en relieve con caballos y círculos, bronce, Necrópolis de las Cuatro Fuentes, tumba de pozo AA1, 750 a. C.
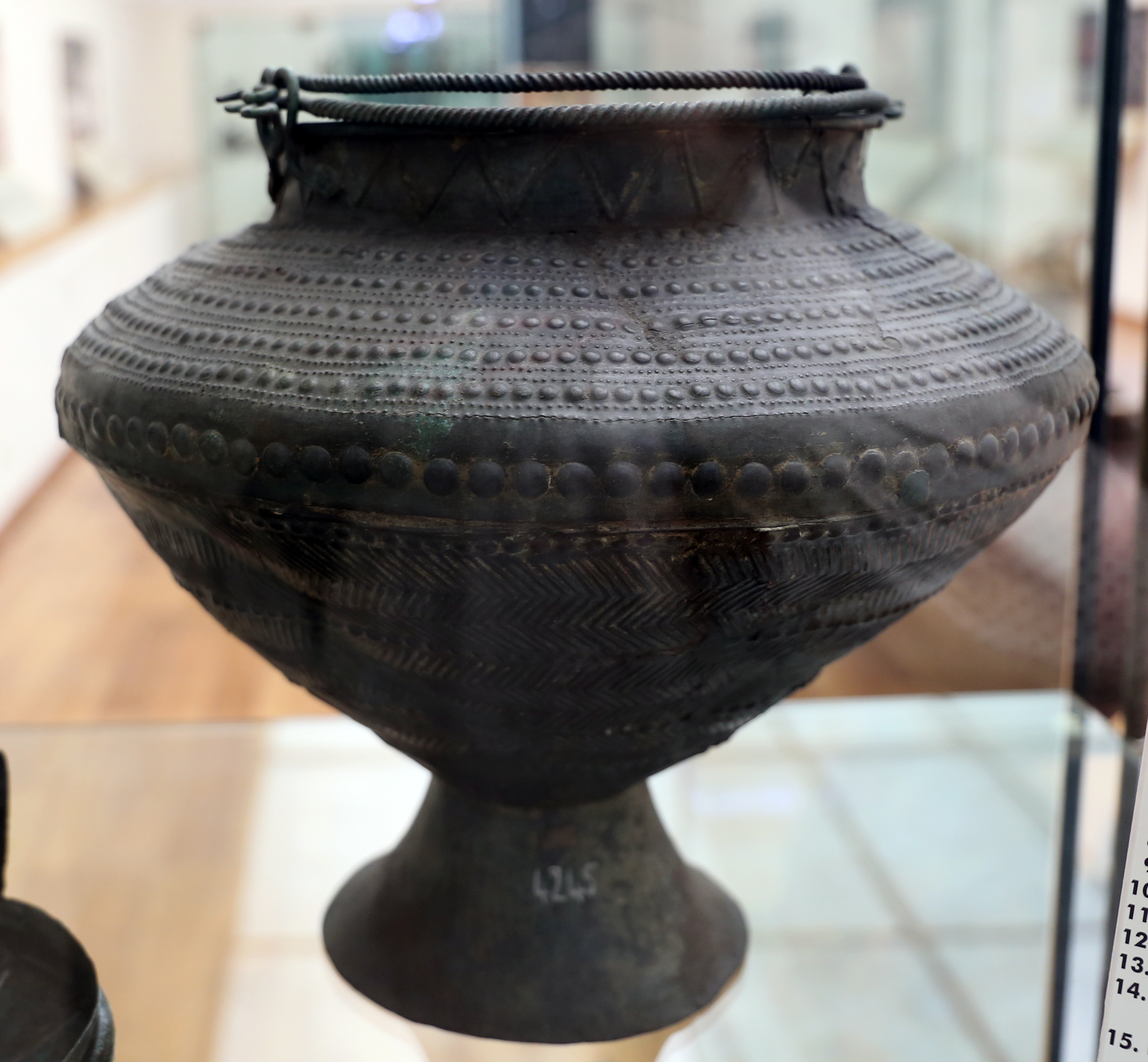
Sítula de bronce, Narce, Necrópolis de Petrina, tumba 4, 730-720 a. C.
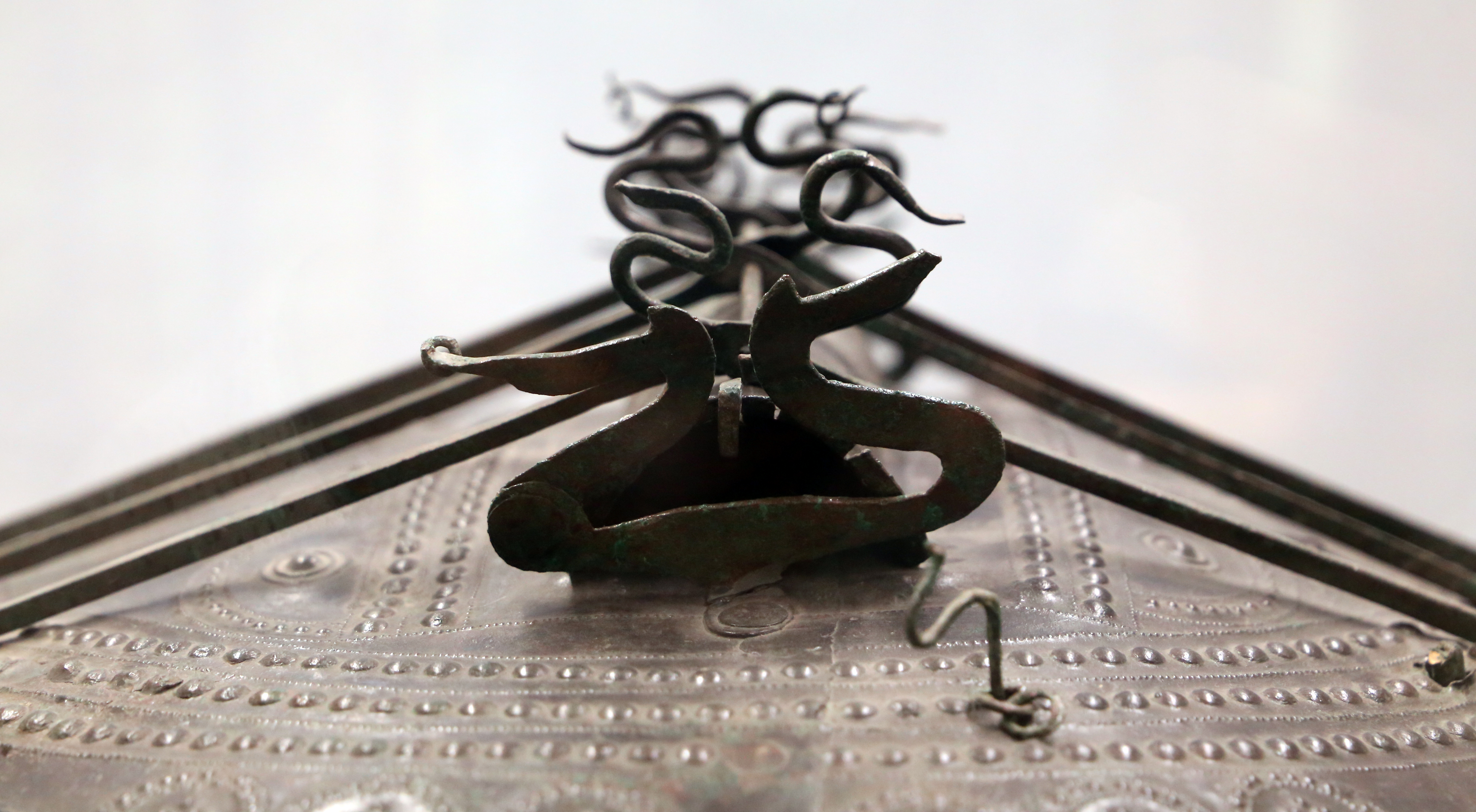
Urna de bronce en forma de cabaña, procedente de la necrópolis de Osteria, circa 800-750 a. C.
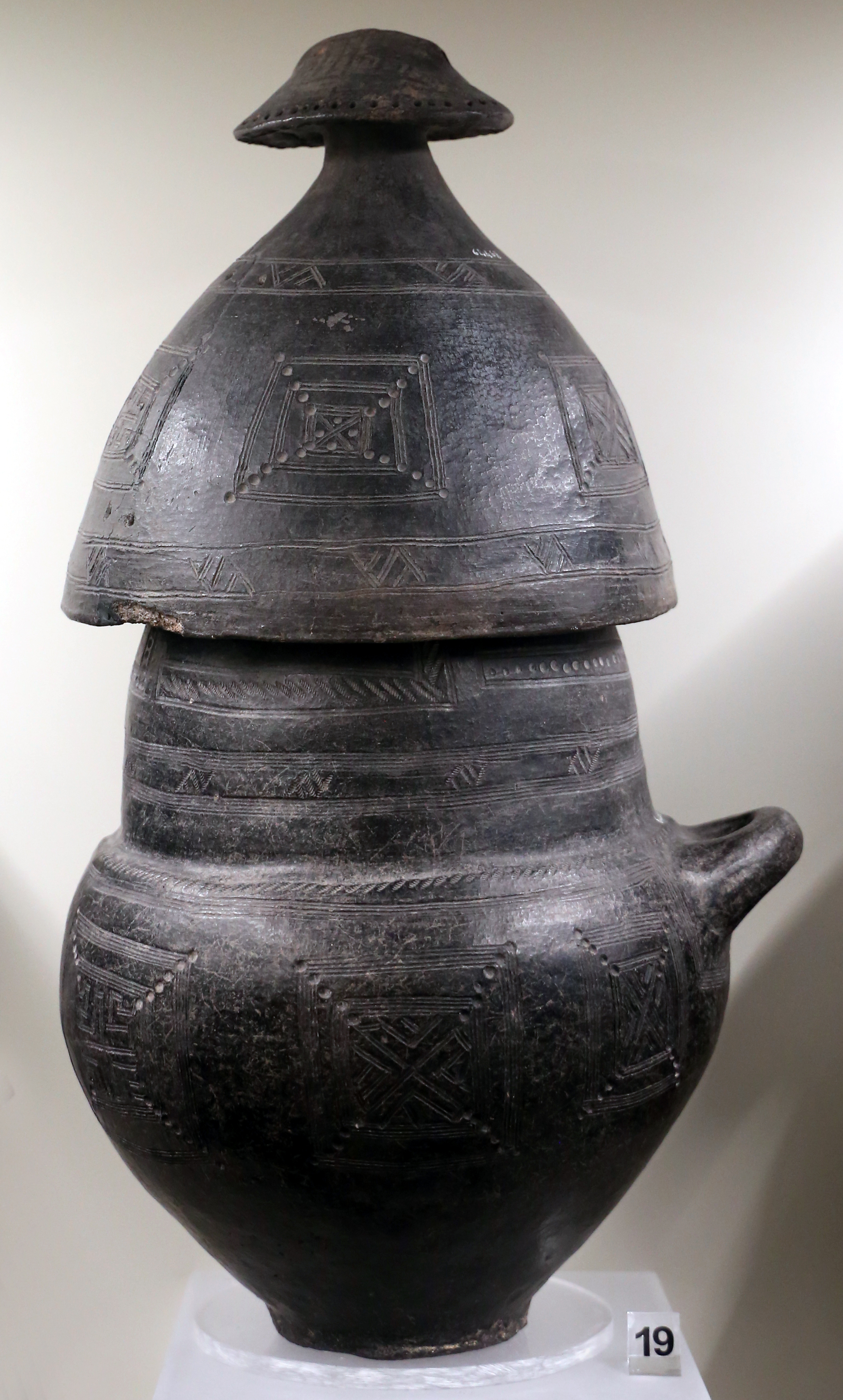
Jarrón bicónico con tapa en forma de yelmo y parte superior en forma de cabaña, procedente de la necrópolis de Osteria, circa 850-800 a. C.
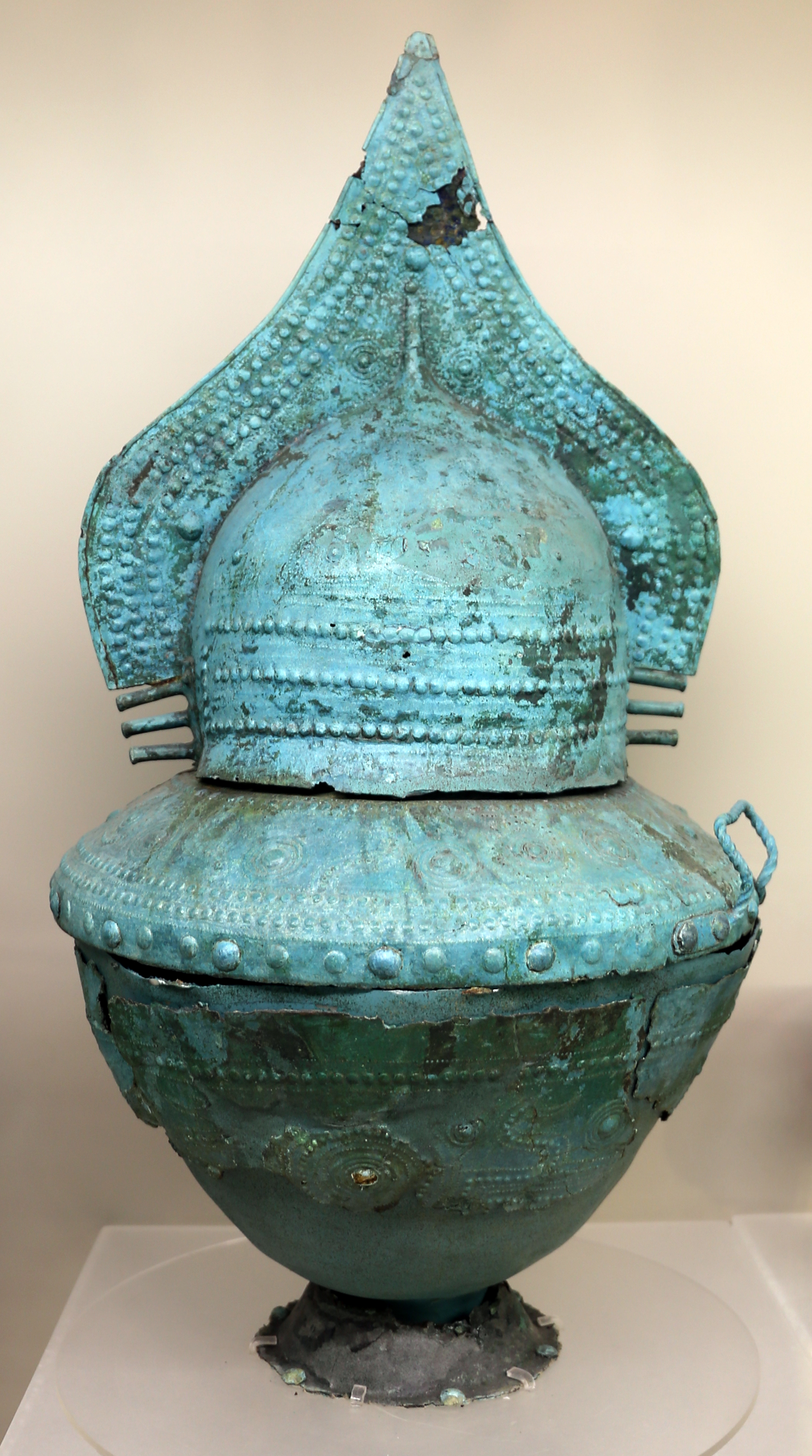
Jarrón cinerario con tapa en forma de yelmo de cresta alta, bronce, Necrópolis de las Cuatro Fuentes, tumba de pozo AA1, 750 a. C.
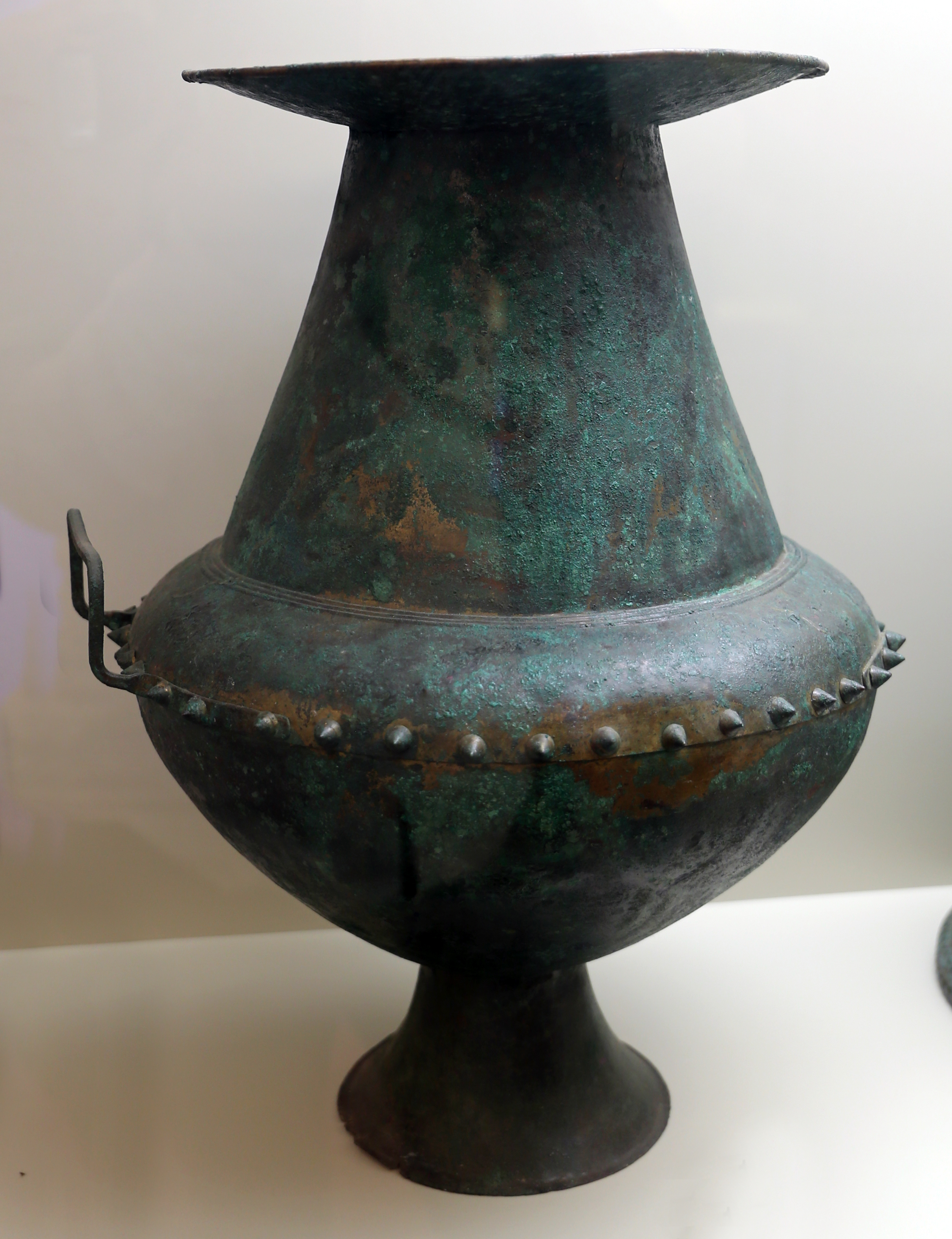
Jarrón bicónico de bronce, posiblemente procedente de Vulci, 720-700 a. C.
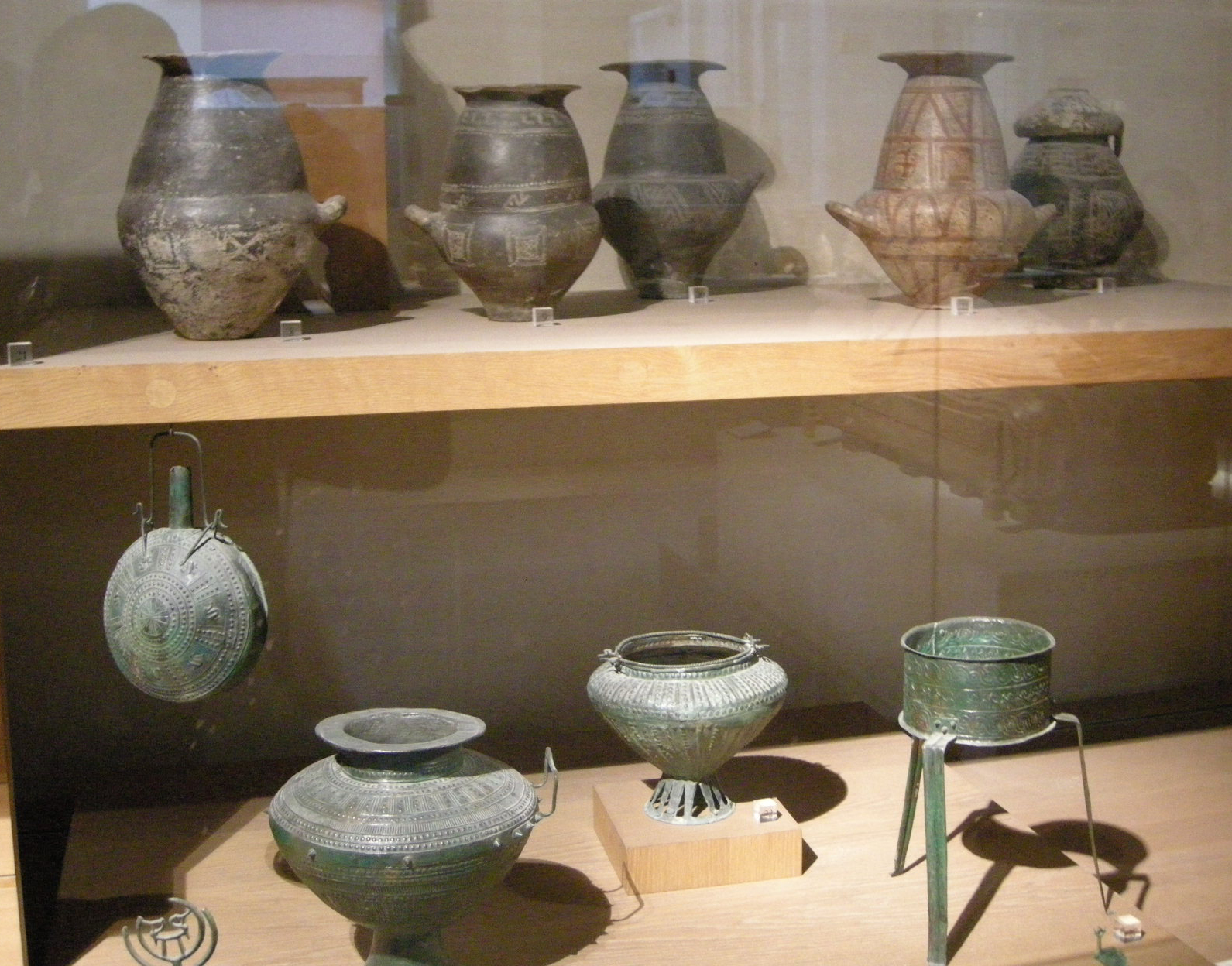
Louvre, objetos de Villanova.
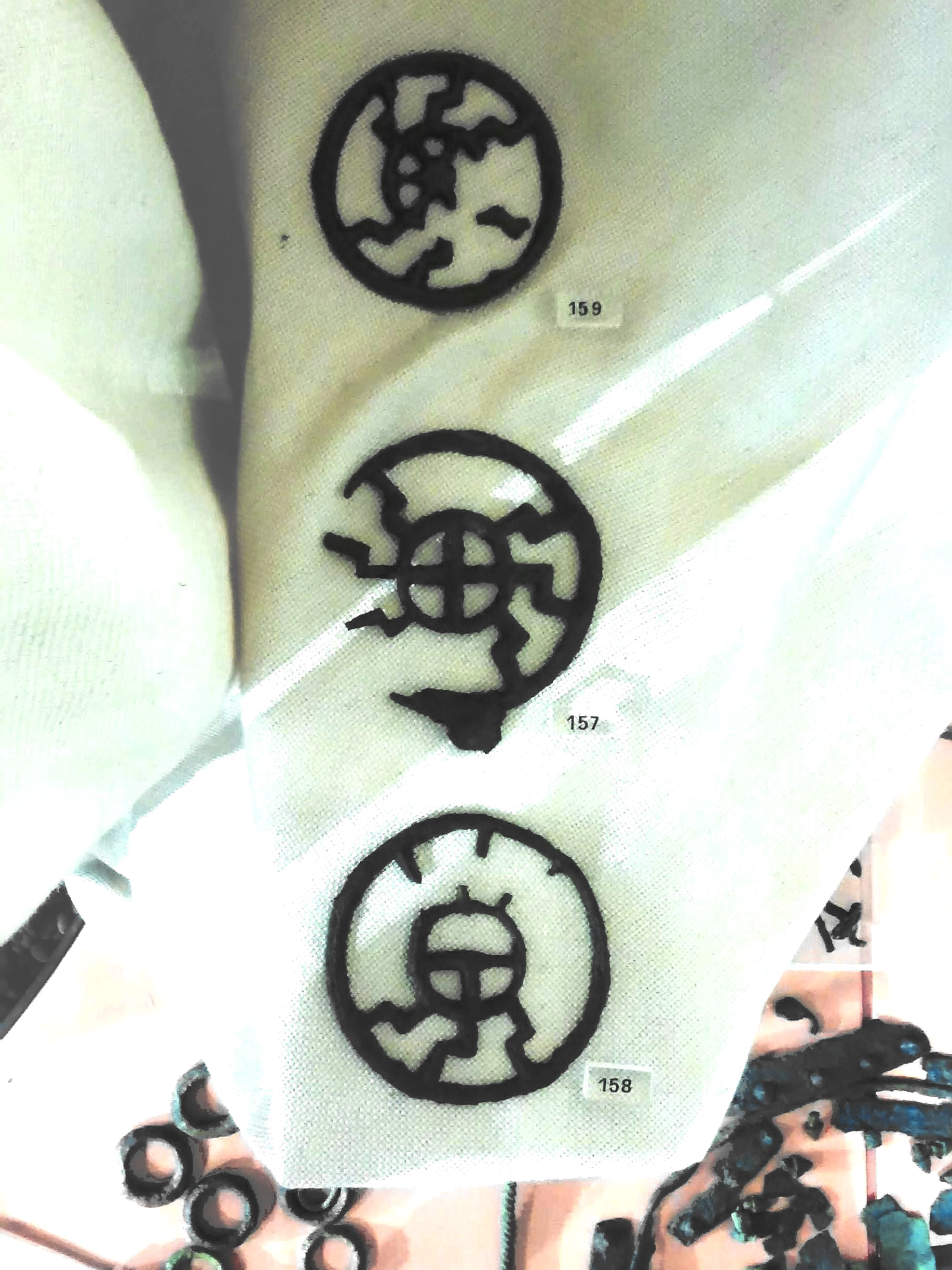
Cinturón de mujer de Villanova (Verucchio).
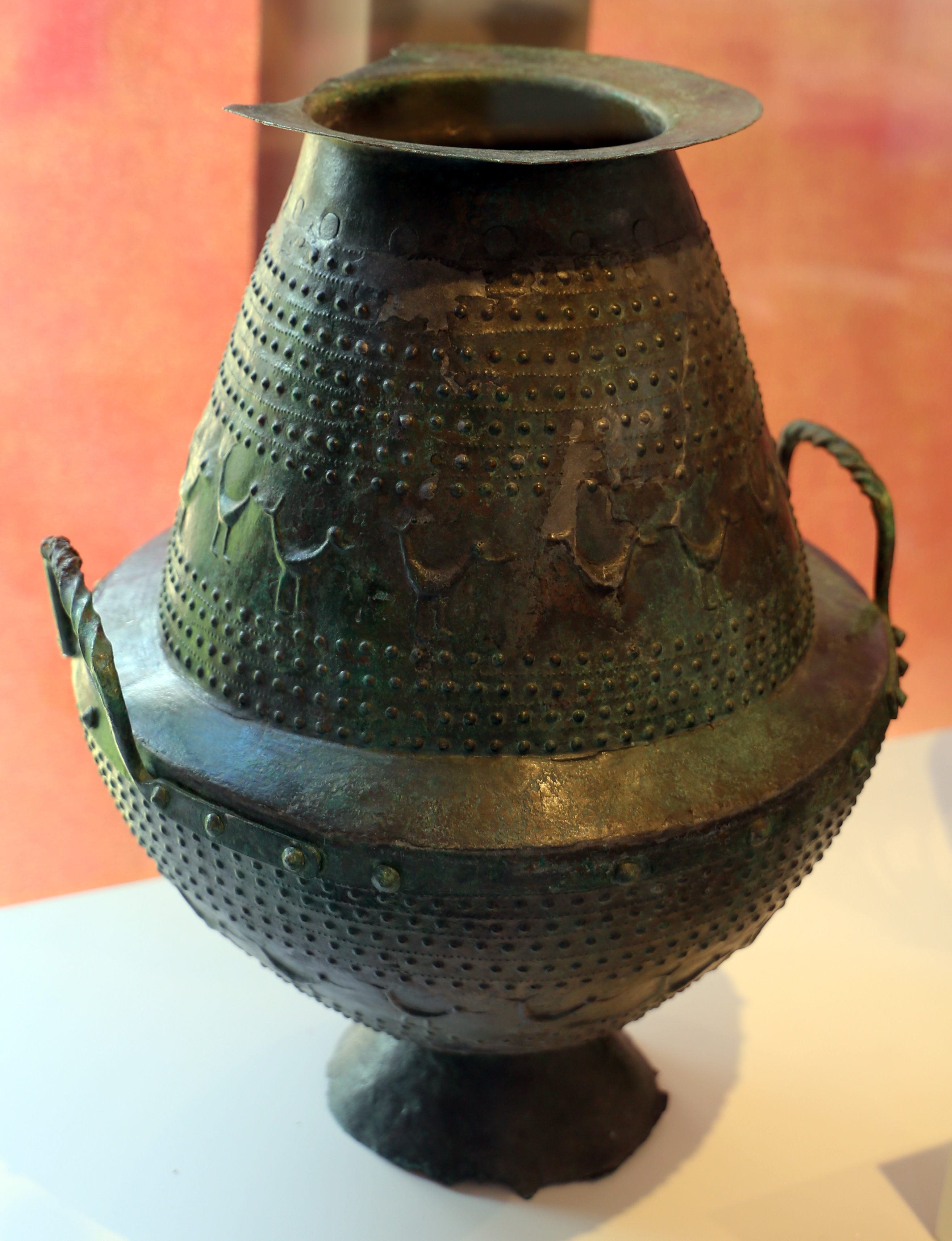
Vaso globular de bronce de Villanova, originalmente para perfumes e incienso, y posteriormente como cinerario, circa 750-725 a. C., tumba 74 de Montevetrano.
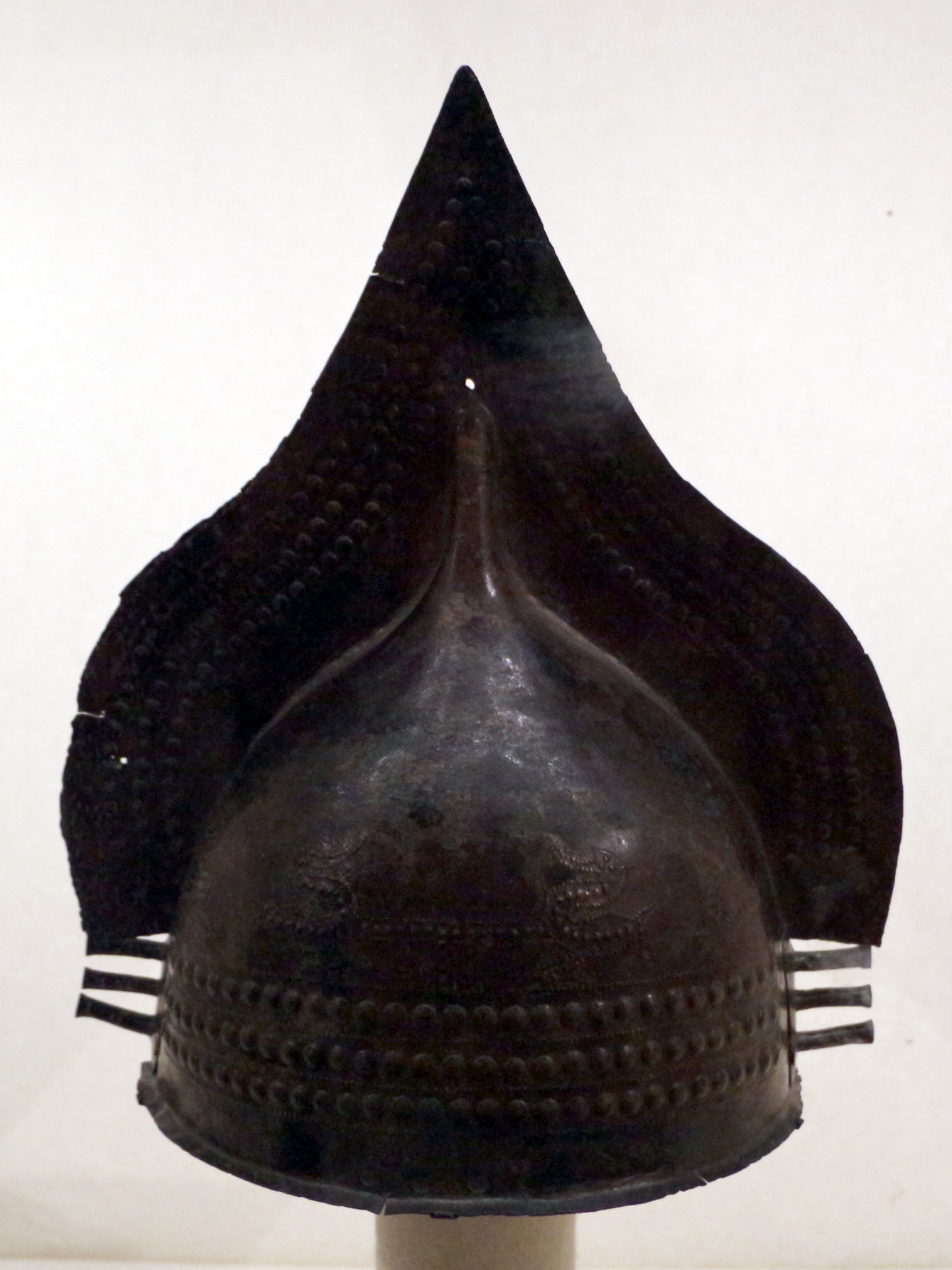
Yelmo con cimera procedente de la tumba del guerrero en Poggio alle Croci.
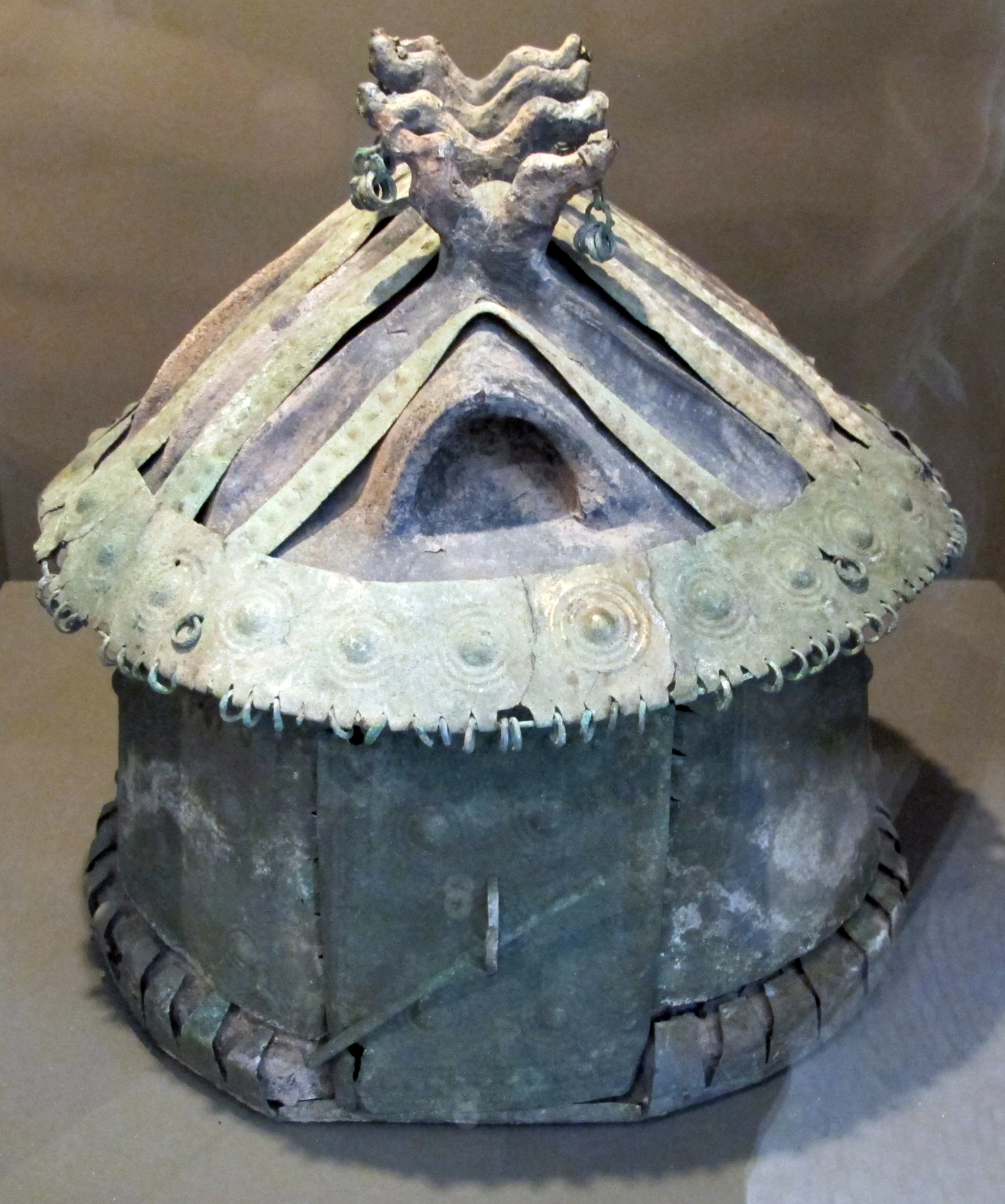
Taller Vulci, urna cineraria con forma de casa, siglo VIII a. C.
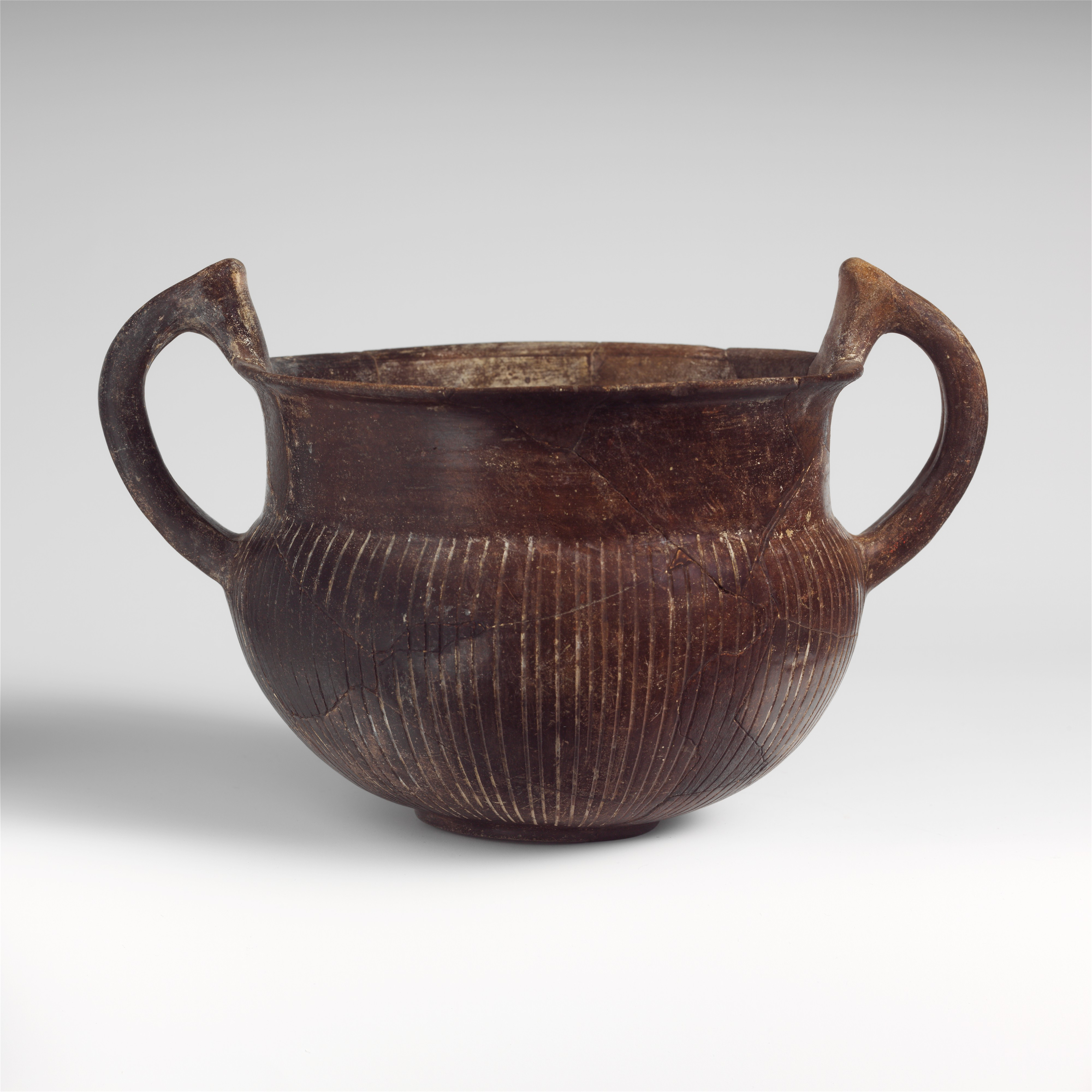
Cuenco de terracota con dos asas MET DP132251.
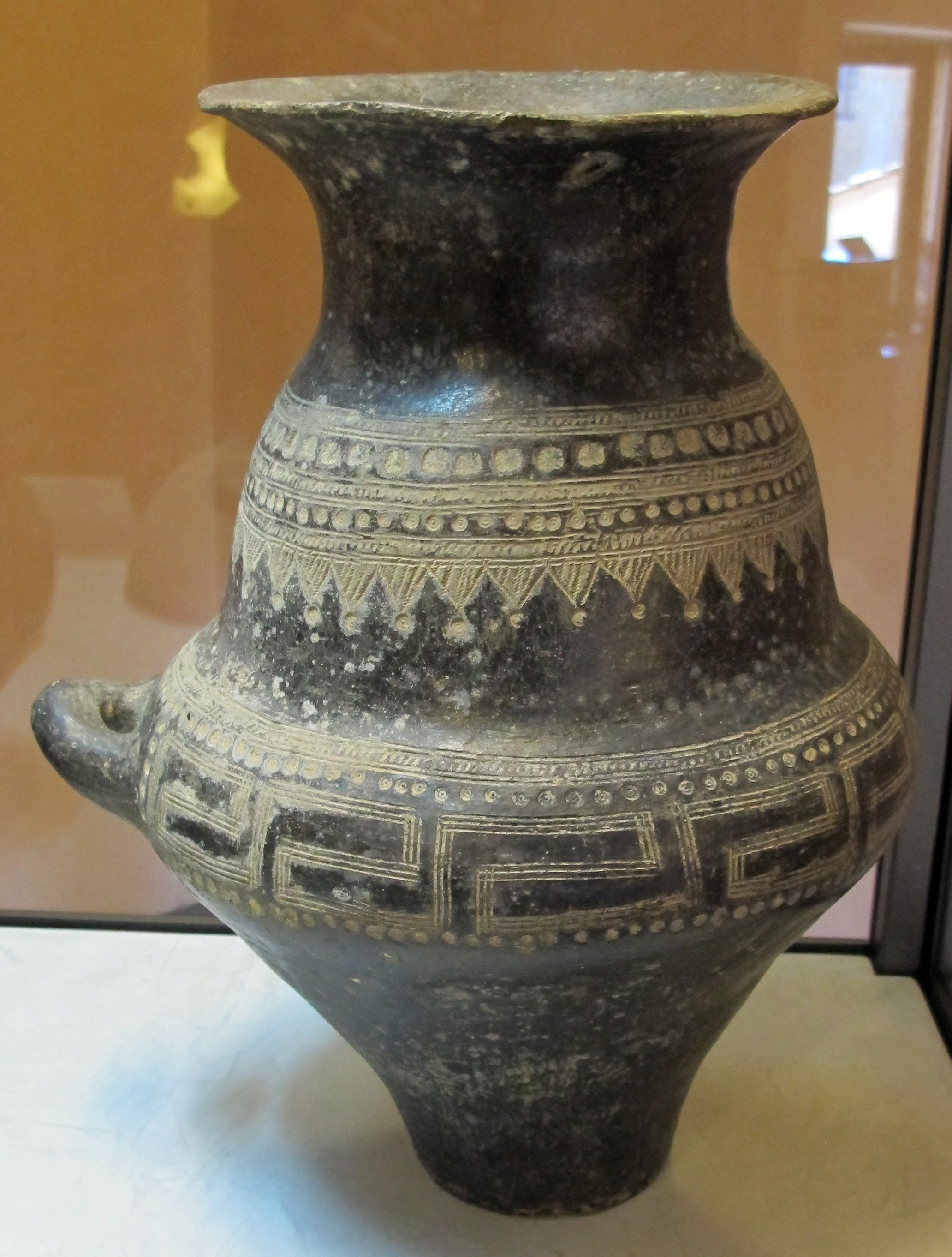
Osario bicónico, siglos IX-VII.
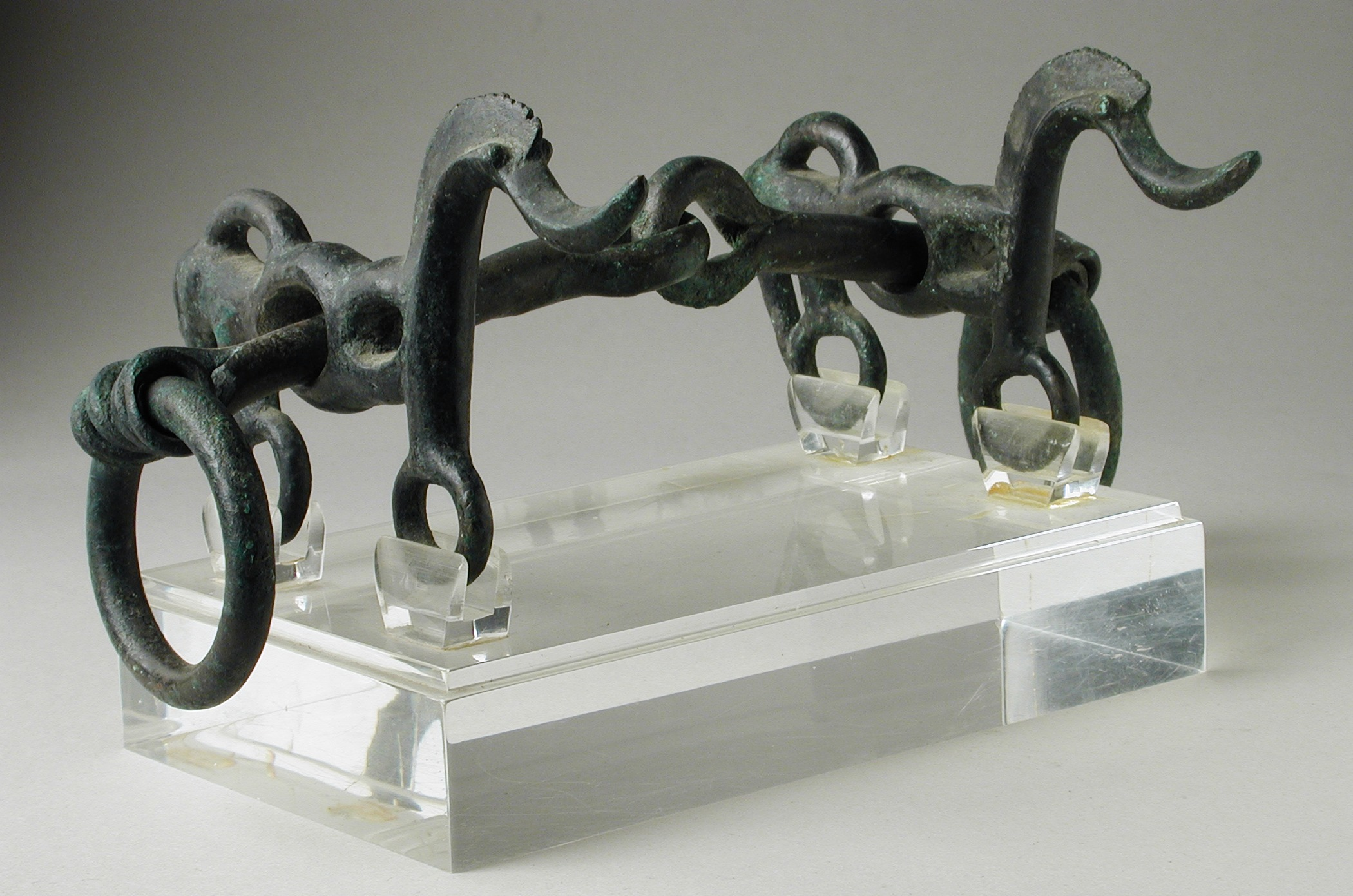
Fragmento villanoviano, LACMA AC1992.152.17.
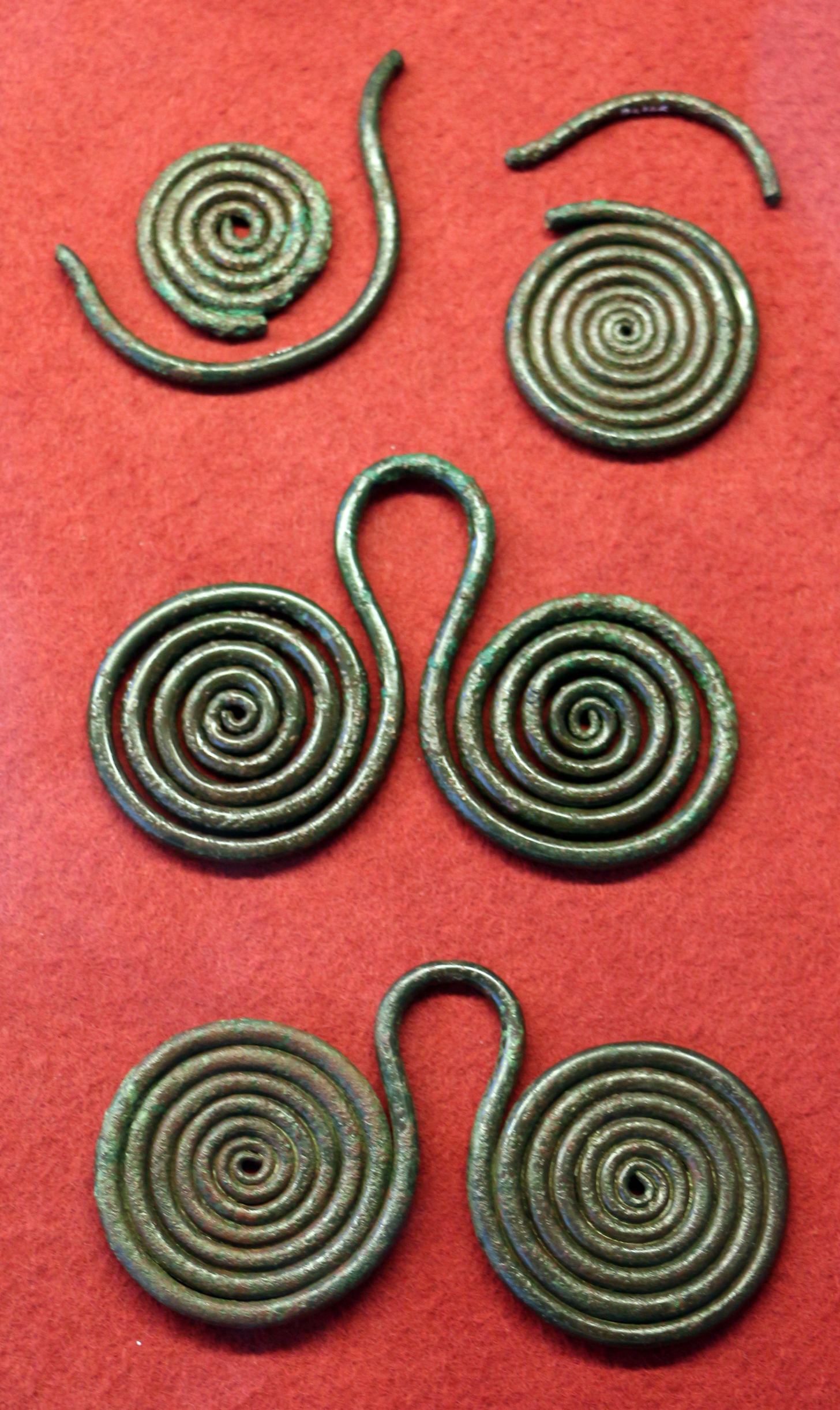
Colgantes de bronce con doble espiral, procedentes de la isla de Giglio, región de Campese, siglos X-IX.
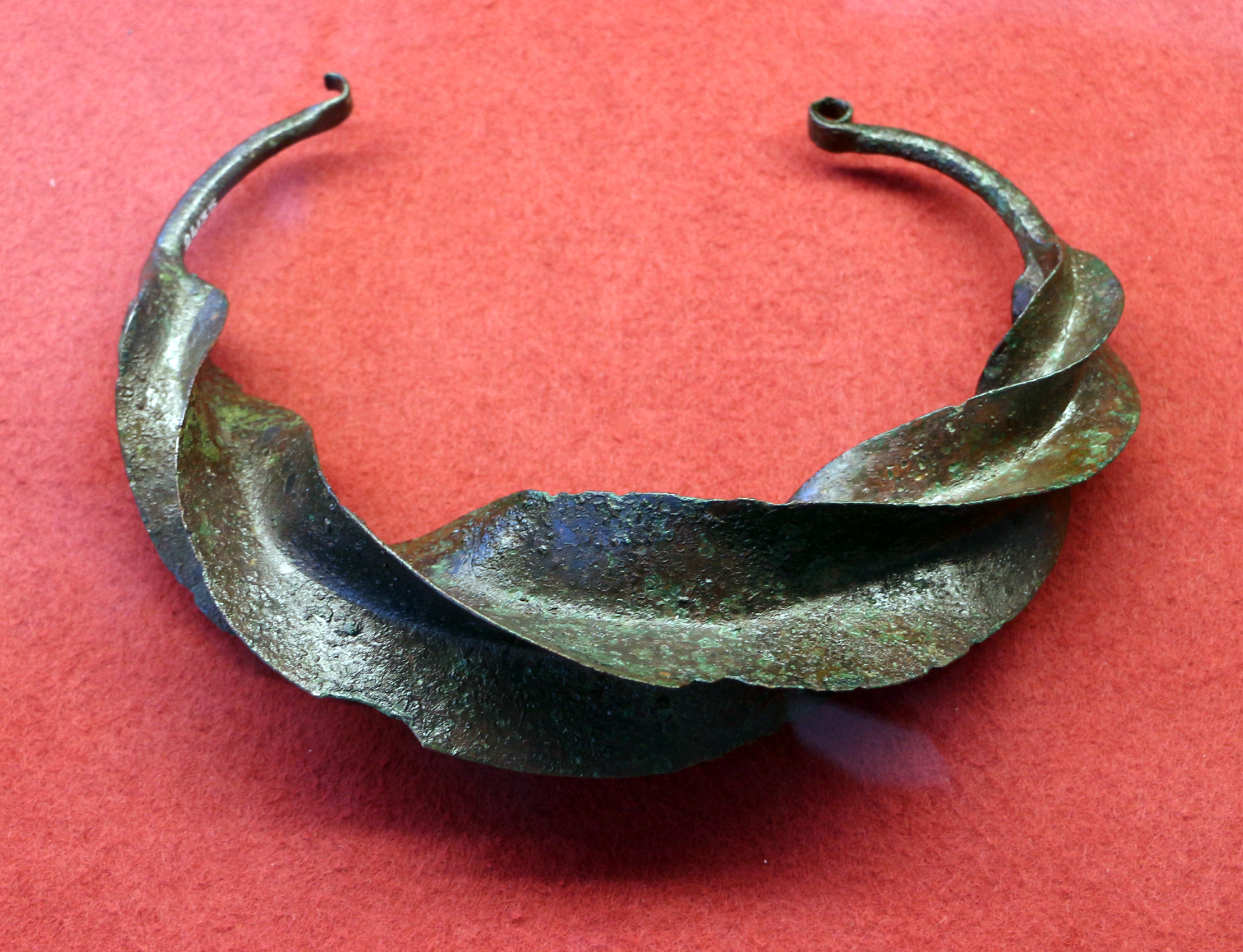
Collar de bronce (torque), procedente de la isla de Giglio, región de Campese, siglos X-IX.
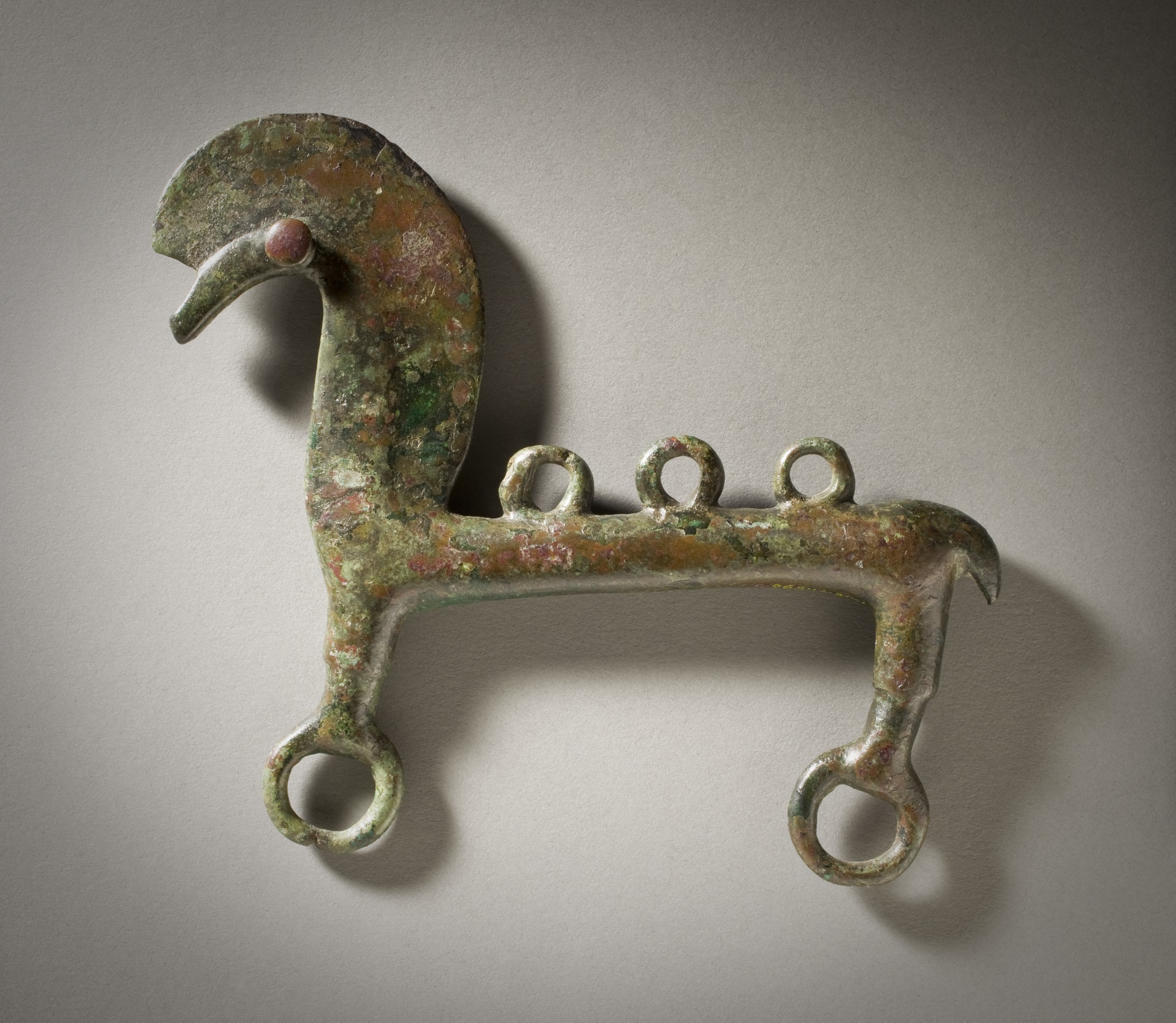
Arnés de bronce con forma de caballo, Villanoviano, siglos IX-VIII a. C., LACMA.